# Llista d'asteroides (1001-2000)
Llista d'asteroides del 1.001 al 2.000, amb data de descoberta i descobridor. És un fragment de la llista d'asteroides completa. Als asteroides se'ls dona un número quan es confirma la seva òrbita, per tant apareixen llistats aproximadament segons la data de descobriment.

## 1001–1100
| Nom                | Designació provisional | Data de descobriment    | Descobridor/s            |
| ------------------ | ---------------------- | ----------------------- | ------------------------ |
| (1001) Gaussia     | 1923 OA                | 8 d'agost del 1923      | S. Beljavskij            |
| (1002) Olbersia    | 1923 OB                | 15 d'agost del 1923     | V. Albitskij             |
| (1003) Lilofee     | 1923 OK                | 13 de setembre del 1923 | K. Reinmuth              |
| (1004) Belopolskya | 1923 OS                | 5 de setembre del 1923  | S. Beljavskij            |
| (1005) Arago       | 1923 OT                | 5 de setembre del 1923  | S. Beljavskij            |
| (1006) Lagrangea   | 1923 OU                | 12 de setembre del 1923 | S. Beljavskij            |
| (1007) Pawlowia    | 1923 OX                | 5 d'octubre del 1923    | V. Albitskij             |
| (1008) La Paz      | 1923 PD                | 31 d'octubre del 1923   | M. F. Wolf               |
| (1009) Sirene      | 1923 PE                | 31 d'octubre del 1923   | K. Reinmuth              |
| (1010) Marlene     | 1923 PF                | 12 de novembre del 1923 | K. Reinmuth              |
| (1011) Laodamia    | 1924 PK                | 5 de gener del 1924     | K. Reinmuth              |
| (1012) Sarema      | 1924 PM                | 12 de gener del 1924    | K. Reinmuth              |
| (1013) Tombecka    | 1924 PQ                | 17 de gener del 1924    | B. Jekhovsky             |
| (1014) Semphyra    | 1924 PW                | 29 de gener del 1924    | K. Reinmuth              |
| (1015) Christa     | 1924 QF                | 31 de gener del 1924    | K. Reinmuth              |
| (1016) Anitra      | 1924 QG                | 31 de gener del 1924    | K. Reinmuth              |
| (1017) Jacqueline  | 1924 QL                | 4 de febrer del 1924    | B. Jekhovsky             |
| (1018) Arnolda     | 1924 QM                | 3 de març del 1924      | K. Reinmuth              |
| (1019) Strackea    | 1924 QN                | 3 de març del 1924      | K. Reinmuth              |
| (1020) Arcadia     | 1924 QV                | 7 de març del 1924      | K. Reinmuth              |
| (1021) Flammario   | 1924 RG                | 11 de març del 1924     | M. F. Wolf               |
| (1022) Olympiada   | 1924 RT                | 23 de juny del 1924     | V. Albitskij             |
| (1023) Thomana     | 1924 RU                | 25 de juny del 1924     | K. Reinmuth              |
| (1024) Hale        | 1923 YO13              | 2 de desembre del 1923  | G. van Biesbroeck        |
| (1025) Riema       | 1923 NX                | 12 d'agost del 1923     | K. Reinmuth              |
| (1026) Ingrid      | 1923 NY                | 13 d'agost del 1923     | K. Reinmuth              |
| (1027) Aesculapia  | 1923 YO11              | 11 de novembre del 1923 | G. van Biesbroeck        |
| (1028) Lydina      | 1923 PG                | 6 de novembre del 1923  | V. Albitskij             |
| (1029) La Plata    | 1924 RK                | 28 d'abril del 1924     | J. Hartmann              |
| (1030) Vitja       | 1924 RQ                | 25 de maig del 1924     | V. Albitskij             |
| (1031) Arctica     | 1924 RR                | 6 de juny del 1924      | S. Beljavskij            |
| (1032) Pafuri      | 1924 SA                | 30 de maig del 1924     | H. E. Wood               |
| (1033) Simona      | 1924 SM                | 4 de setembre del 1924  | G. van Biesbroeck        |
| (1034) Mozartia    | 1924 SS                | 7 de setembre del 1924  | V. Albitskij             |
| (1035) Amata       | 1924 SW                | 29 de setembre del 1924 | K. Reinmuth              |
| (1036) Ganymed     | 1924 TD                | 23 d'octubre del 1924   | W. Baade                 |
| (1037) Davidweilla | 1924 TF                | 29 d'octubre del 1924   | B. Jekhovsky             |
| (1038) Tuckia      | 1924 TK                | 24 de novembre del 1924 | M. F. Wolf               |
| (1039) Sonneberga  | 1924 TL                | 24 de novembre del 1924 | M. F. Wolf               |
| (1040) Klumpkea    | 1925 BD                | 20 de gener del 1925    | B. Jekhovsky             |
| (1041) Asta        | 1925 FA                | 22 de març del 1925     | K. Reinmuth              |
| (1042) Amazone     | 1925 HA                | 22 d'abril del 1925     | K. Reinmuth              |
| (1043) Beate       | 1925 HB                | 22 d'abril del 1925     | K. Reinmuth              |
| (1044) Teutonia    | 1924 RO                | 10 de maig del 1924     | K. Reinmuth              |
| (1045) Michela     | 1924 TR                | 19 de novembre del 1924 | G. van Biesbroeck        |
| (1046) Edwin       | 1924 UA                | 1 de desembre del 1924  | G. van Biesbroeck        |
| (1047) Geisha      | 1924 TE                | 17 de novembre del 1924 | K. Reinmuth              |
| (1048) Feodosia    | 1924 TP                | 29 de novembre del 1924 | K. Reinmuth              |
| (1049) Gotho       | 1925 RB                | 14 de setembre del 1925 | K. Reinmuth              |
| (1050) Meta        | 1925 RC                | 14 de setembre del 1925 | K. Reinmuth              |
| (1051) Merope      | 1925 SA                | 16 de setembre del 1925 | K. Reinmuth              |
| (1052) Belgica     | 1925 VD                | 15 de novembre del 1925 | E. Delporte              |
| (1053) Vigdis      | 1925 WA                | 16 de novembre del 1925 | M. F. Wolf               |
| (1054) Forsytia    | 1925 WD                | 20 de novembre del 1925 | K. Reinmuth              |
| (1055) Tynka       | 1925 WG                | 17 de novembre del 1925 | E. Buchar                |
| (1056) Azalea      | 1924 QD                | 31 de gener del 1924    | K. Reinmuth              |
| (1057) Wanda       | 1925 QB                | 16 d'agost del 1925     | G. Shajn                 |
| (1058) Grubba      | 1925 MA                | 22 de juny del 1925     | G. Shajn                 |
| (1059) Mussorgskia | 1925 OA                | 19 de juliol del 1925   | V. Albitskij             |
| (1060) Magnolia    | 1925 PA                | 13 d'agost del 1925     | K. Reinmuth              |
| (1061) Paeonia     | 1925 TB                | 10 d'octubre del 1925   | K. Reinmuth              |
| (1062) Ljuba       | 1925 TD                | 11 d'octubre del 1925   | S. Beljavskij            |
| (1063) Aquilegia   | 1925 XA                | 6 de desembre del 1925  | K. Reinmuth              |
| (1064) Aethusa     | 1926 PA                | 2 d'agost del 1926      | K. Reinmuth              |
| (1065) Amundsenia  | 1926 PD                | 4 d'agost del 1926      | S. Beljavskij            |
| (1066) Lobelia     | 1926 RA                | 1 de setembre del 1926  | K. Reinmuth              |
| (1067) Lunaria     | 1926 RG                | 9 de setembre del 1926  | K. Reinmuth              |
| (1068) Nofretete   | 1926 RK                | 13 de setembre del 1926 | E. Delporte              |
| (1069) Planckia    | 1927 BC                | 28 de gener del 1927    | M. F. Wolf               |
| (1070) Tunica      | 1926 RB                | 1 de setembre del 1926  | K. Reinmuth              |
| (1071) Brita       | 1924 RE                | 3 de març del 1924      | V. Albitskij             |
| (1072) Malva       | 1926 TA                | 4 d'octubre del 1926    | K. Reinmuth              |
| (1073) Gellivara   | 1923 OW                | 14 de setembre del 1923 | J. Palisa                |
| (1074) Beljawskya  | 1925 BE                | 26 de gener del 1925    | S. Beljavskij            |
| (1075) Helina      | 1926 SC                | 29 de setembre del 1926 | G. N. Neujmin            |
| (1076) Viola       | 1926 TE                | 5 d'octubre del 1926    | K. Reinmuth              |
| (1077) Campanula   | 1926 TK                | 6 d'octubre del 1926    | K. Reinmuth              |
| (1078) Mentha      | 1926 XB                | 7 de desembre del 1926  | K. Reinmuth              |
| (1079) Mimosa      | 1927 AD                | 14 de gener del 1927    | G. van Biesbroeck        |
| (1080) Orchis      | 1927 QB                | 30 d'agost del 1927     | K. Reinmuth              |
| (1081) Reseda      | 1927 QF                | 31 d'agost del 1927     | K. Reinmuth              |
| (1082) Pirola      | 1927 UC                | 28 d'octubre del 1927   | K. Reinmuth              |
| (1083) Salvia      | 1928 BC                | 26 de gener del 1928    | K. Reinmuth              |
| (1084) Tamariwa    | 1926 CC                | 12 de febrer del 1926   | S. Beljavskij            |
| (1085) Amaryllis   | 1927 QH                | 31 d'agost del 1927     | K. Reinmuth              |
| (1086) Nata        | 1927 QL                | 25 d'agost del 1927     | S. Beljavskij, N. Ivanov |
| (1087) Arabis      | 1927 RD                | 2 de setembre del 1927  | K. Reinmuth              |
| (1088) Mitaka      | 1927 WA                | 17 de novembre del 1927 | O. Oikawa                |
| (1089) Tama        | 1927 WB                | 17 de novembre del 1927 | O. Oikawa                |
| (1090) Sumida      | 1928 DG                | 20 de febrer del 1928   | O. Oikawa                |
| (1091) Spiraea     | 1928 DT                | 26 de febrer del 1928   | K. Reinmuth              |
| (1092) Lilium      | 1924 PN                | 12 de gener del 1924    | K. Reinmuth              |
| (1093) Freda       | 1925 LA                | 15 de juny del 1925     | B. Jekhovsky             |
| (1094) Siberia     | 1926 CB                | 12 de febrer del 1926   | S. Beljavskij            |
| (1095) Tulipa      | 1926 GS                | 14 d'abril del 1926     | K. Reinmuth              |
| (1096) Reunerta    | 1928 OB                | 21 de juliol del 1928   | H. E. Wood               |
| (1097) Vicia       | 1928 PC                | 11 d'agost del 1928     | K. Reinmuth              |
| (1098) Hakone      | 1928 RJ                | 5 de setembre del 1928  | O. Oikawa                |
| (1099) Figneria    | 1928 RQ                | 13 de setembre del 1928 | G. N. Neujmin            |
| (1100) Arnica      | 1928 SD                | 22 de setembre del 1928 | K. Reinmuth              |

## 1101–1200
| Nom                 | Designació provisional | Data de descobriment    | Descobridor/s               |
| ------------------- | ---------------------- | ----------------------- | --------------------------- |
| (1101) Clematis     | 1928 SJ                | 22 de setembre del 1928 | K. Reinmuth                 |
| (1102) Pepita       | 1928 VA                | 5 de novembre del 1928  | J. Comas Solá               |
| (1103) Sequoia      | 1928 VB                | 9 de novembre del 1928  | W. Baade                    |
| (1104) Syringa      | 1928 XA                | 9 de desembre del 1928  | K. Reinmuth                 |
| (1105) Fragaria     | 1929 AB                | 1 de gener del 1929     | K. Reinmuth                 |
| (1106) Cydonia      | 1929 CW                | 5 de febrer del 1929    | K. Reinmuth                 |
| (1107) Lictoria     | 1929 FB                | 30 de març del 1929     | L. Volta                    |
| (1108) Demeter      | 1929 KA                | 31 de maig del 1929     | K. Reinmuth                 |
| (1109) Tata         | 1929 CU                | 5 de febrer del 1929    | K. Reinmuth                 |
| (1110) Jaroslawa    | 1928 PD                | 10 d'agost del 1928     | G. N. Neujmin               |
| (1111) Reinmuthia   | 1927 CO                | 11 de febrer del 1927   | K. Reinmuth                 |
| (1112) Polonia      | 1928 PE                | 15 d'agost del 1928     | P. F. Shajn                 |
| (1113) Katja        | 1928 QC                | 15 d'agost del 1928     | P. F. Shajn                 |
| (1114) Lorraine     | 1928 WA                | 17 de novembre del 1928 | A. Schaumasse               |
| (1115) Sabauda      | 1928 XC                | 13 de desembre del 1928 | L. Volta                    |
| (1116) Catriona     | 1929 GD                | 5 d'abril del 1929      | C. Jackson                  |
| (1117) Reginita     | 1927 KA                | 24 de maig del 1927     | J. Comas Solá               |
| (1118) Hanskya      | 1927 QD                | 29 d'agost del 1927     | S. Beljavskij, N. Ivanov    |
| (1119) Euboea       | 1927 UB                | 27 d'octubre del 1927   | K. Reinmuth                 |
| (1120) Cannonia     | 1928 RV                | 11 de setembre del 1928 | P. F. Shajn                 |
| (1121) Natascha     | 1928 RZ                | 11 de setembre del 1928 | P. F. Shajn                 |
| (1122) Neith        | 1928 SB                | 17 de setembre del 1928 | E. Delporte                 |
| (1123) Shapleya     | 1928 ST                | 21 de setembre del 1928 | G. N. Neujmin               |
| (1124) Stroobantia  | 1928 TB                | 6 d'octubre del 1928    | E. Delporte                 |
| (1125) China        | 1957 UN1               | 30 d'octubre del 1957   | Purple Mountain Observatory |
| (1126) Otero        | 1929 AC                | 11 de gener del 1929    | K. Reinmuth                 |
| (1127) Mimi         | 1929 AJ                | 13 de gener del 1929    | S. J. Arend                 |
| (1128) Astrid       | 1929 EB                | 10 de març del 1929     | E. Delporte                 |
| (1129) Neujmina     | 1929 PH                | 8 d'agost del 1929      | P. Parchomenko              |
| (1130) Skuld        | 1929 RC                | 2 de setembre del 1929  | K. Reinmuth                 |
| (1131) Porzia       | 1929 RO                | 10 de setembre del 1929 | K. Reinmuth                 |
| (1132) Hollandia    | 1929 RB1               | 13 de setembre del 1929 | H. van Gent                 |
| (1133) Lugduna      | 1929 RC1               | 13 de setembre del 1929 | H. van Gent                 |
| (1134) Kepler       | 1929 SA                | 25 de setembre del 1929 | M. F. Wolf                  |
| (1135) Colchis      | 1929 TA                | 3 d'octubre del 1929    | G. N. Neujmin               |
| (1136) Mercedes     | 1929 UA                | 30 d'octubre del 1929   | J. Comas Solá               |
| (1137) Raïssa       | 1929 WB                | 27 d'octubre del 1929   | G. N. Neujmin               |
| (1138) Attica       | 1929 WF                | 22 de novembre del 1929 | K. Reinmuth                 |
| (1139) Atami        | 1929 XE                | 1 de desembre del 1929  | O. Oikawa, K. Kubokawa      |
| (1140) Crimea       | 1929 YC                | 30 de desembre del 1929 | G. N. Neujmin               |
| (1141) Bohmia       | 1930 AA                | 4 de gener del 1930     | M. F. Wolf                  |
| (1142) Aetolia      | 1930 BC                | 24 de gener del 1930    | K. Reinmuth                 |
| (1143) Odysseus     | 1930 BH                | 28 de gener del 1930    | K. Reinmuth                 |
| (1144) Oda          | 1930 BJ                | 28 de gener del 1930    | K. Reinmuth                 |
| (1145) Robelmonte   | 1929 CC                | 3 de febrer del 1929    | E. Delporte                 |
| (1146) Biarmia      | 1929 JF                | 7 de maig del 1929      | G. N. Neujmin               |
| (1147) Stavropolis  | 1929 LF                | 11 de juny del 1929     | G. N. Neujmin               |
| (1148) Rarahu       | 1929 NA                | 5 de juliol del 1929    | A. N. Deutsch               |
| (1149) Volga        | 1929 PF                | 1 d'agost del 1929      | E. F. Skvortsov             |
| (1150) Achaia       | 1929 RB                | 2 de setembre del 1929  | K. Reinmuth                 |
| (1151) Ithaka       | 1929 RK                | 8 de setembre del 1929  | K. Reinmuth                 |
| (1152) Pawona       | 1930 AD                | 8 de gener del 1930     | K. Reinmuth                 |
| (1153) Wallenbergia | 1924 SL                | 5 de setembre del 1924  | S. Beljavskij               |
| (1154) Astronomia   | 1927 CB                | 8 de febrer del 1927    | K. Reinmuth                 |
| (1155) Aënna        | 1928 BD                | 26 de gener del 1928    | K. Reinmuth                 |
| (1156) Kira         | 1928 DA                | 22 de febrer del 1928   | K. Reinmuth                 |
| (1157) Arabia       | 1929 QC                | 31 d'agost del 1929     | K. Reinmuth                 |
| (1158) Luda         | 1929 QF                | 31 d'agost del 1929     | G. N. Neujmin               |
| (1159) Granada      | 1929 RD                | 2 de setembre del 1929  | K. Reinmuth                 |
| (1160) Illyria      | 1929 RL                | 9 de setembre del 1929  | K. Reinmuth                 |
| (1161) Thessalia    | 1929 SF                | 29 de setembre del 1929 | K. Reinmuth                 |
| (1162) Làrissa      | 1930 AC                | 5 de gener del 1930     | K. Reinmuth                 |
| (1163) Saga         | 1930 BA                | 20 de gener del 1930    | K. Reinmuth                 |
| (1164) Kobolda      | 1930 FB                | 19 de març del 1930     | K. Reinmuth                 |
| (1165) Imprinetta   | 1930 HM                | 24 d'abril del 1930     | H. van Gent                 |
| (1166) Sakuntala    | 1930 MA                | 27 de juny del 1930     | P. Parchomenko              |
| (1167) Dubiago      | 1930 PB                | 3 d'agost del 1930      | E. F. Skvortsov             |
| (1168) Brandia      | 1930 QA                | 25 d'agost del 1930     | E. Delporte                 |
| (1169) Alwine       | 1930 QH                | 30 d'agost del 1930     | M. F. Wolf, M. A. Ferrero   |
| (1170) Siva         | 1930 SQ                | 29 de setembre del 1930 | E. Delporte                 |
| (1171) Rusthawelia  | 1930 TA                | 3 d'octubre del 1930    | S. J. Arend                 |
| (1172) Äneas        | 1930 UA                | 17 d'octubre del 1930   | K. Reinmuth                 |
| (1173) Anchises     | 1930 UB                | 17 d'octubre del 1930   | K. Reinmuth                 |
| (1174) Marmara      | 1930 UC                | 17 d'octubre del 1930   | K. Reinmuth                 |
| (1175) Margo        | 1930 UD                | 17 d'octubre del 1930   | K. Reinmuth                 |
| (1176) Lucidor      | 1930 VE                | 15 de novembre del 1930 | E. Delporte                 |
| (1177) Gonnessia    | 1930 WA                | 24 de novembre del 1930 | L. Boyer                    |
| (1178) Irmela       | 1931 EC                | 13 de març del 1931     | M. F. Wolf                  |
| (1179) Mally        | 1931 FD                | 19 de març del 1931     | M. F. Wolf                  |
| (1180) Rita         | 1931 GE                | 9 d'abril del 1931      | K. Reinmuth                 |
| (1181) Lilith       | 1927 CQ                | 11 de febrer del 1927   | B. Jekhovsky                |
| (1182) Ilona        | 1927 EA                | 3 de març del 1927      | K. Reinmuth                 |
| (1183) Jutta        | 1930 DC                | 22 de febrer del 1930   | K. Reinmuth                 |
| (1184) Gaea         | 1926 RE                | 5 de setembre del 1926  | K. Reinmuth                 |
| (1185) Nikko        | 1927 WC                | 17 de novembre del 1927 | O. Oikawa                   |
| (1186) Turnera      | 1929 PL                | 1 d'agost del 1929      | C. Jackson                  |
| (1187) Afra         | 1929 XC                | 6 de desembre del 1929  | K. Reinmuth                 |
| (1188) Gothlandia   | 1930 SB                | 30 de setembre del 1930 | J. Comas Solá               |
| (1189) Terentia     | 1930 SG                | 17 de setembre del 1930 | G. N. Neujmin               |
| (1190) Pelagia      | 1930 SL                | 20 de setembre del 1930 | G. N. Neujmin               |
| (1191) Alfaterna    | 1931 CA                | 11 de febrer del 1931   | L. Volta                    |
| (1192) Prisma       | 1931 FE                | 17 de març del 1931     | A. Schwassmann              |
| (1193) Africa       | 1931 HB                | 24 d'abril del 1931     | C. Jackson                  |
| (1194) Aletta       | 1931 JG                | 13 de maig del 1931     | C. Jackson                  |
| (1195) Orangia      | 1931 KD                | 24 de maig del 1931     | C. Jackson                  |
| (1196) Sheba        | 1931 KE                | 21 de maig del 1931     | C. Jackson                  |
| (1197)Rhodesia      | 1931 LD                | 9 de juny del 1931      | C. Jackson                  |
| (1198) Atlantis     | 1931 RA                | 7 de setembre del 1931  | K. Reinmuth                 |
| (1199) Geldonia     | 1931 RF                | 14 de setembre del 1931 | E. Delporte                 |
| (1200) Imperatrix   | 1931 RH                | 14 de setembre del 1931 | K. Reinmuth                 |

## 1201–1300
| Nom                  | Designació provisional | Data de descobriment    | Descobridor/s            |
| -------------------- | ---------------------- | ----------------------- | ------------------------ |
| (1201) Strenua       | 1931 RK                | 14 de setembre del 1931 | K. Reinmuth              |
| (1202) Marina        | 1931 RL                | 13 de setembre del 1931 | G. N. Neujmin            |
| (1203) Nanna         | 1931 TA                | 5 d'octubre del 1931    | M. F. Wolf               |
| (1204) Renzia        | 1931 TE                | 6 d'octubre del 1931    | K. Reinmuth              |
| (1205) Ebella        | 1931 TB1               | 6 d'octubre del 1931    | K. Reinmuth              |
| (1206) Numerowia     | 1931 UH                | 18 d'octubre del 1931   | K. Reinmuth              |
| (1207) Ostenia       | 1931 VT                | 15 de novembre del 1931 | K. Reinmuth              |
| (1208) Troilus       | 1931 YA                | 31 de desembre del 1931 | K. Reinmuth              |
| (1209) Pumma         | 1927 HA                | 22 d'abril del 1927     | K. Reinmuth              |
| (1210) Morosovia     | 1931 LB                | 6 de juny del 1931      | G. N. Neujmin            |
| (1211) Bressole      | 1931 XA                | 2 de desembre del 1931  | L. Boyer                 |
| (1212) Francette     | 1931 XC                | 3 de desembre del 1931  | L. Boyer                 |
| (1213) Algeria       | 1931 XD                | 5 de desembre del 1931  | G. Reiss                 |
| (1214) Richilde      | 1932 AA                | 1 de gener del 1932     | M. F. Wolf               |
| (1215) Boyer         | 1932 BA                | 19 de gener del 1932    | A. Schmitt               |
| (1216) Askania       | 1932 BL                | 29 de gener del 1932    | K. Reinmuth              |
| (1217) Maximiliana   | 1932 EC                | 13 de març del 1932     | E. Delporte              |
| (1218) Aster         | 1932 BJ                | 29 de gener del 1932    | K. Reinmuth              |
| (1219) Britta        | 1932 CJ                | 6 de febrer del 1932    | M. F. Wolf               |
| (1220) Crocus        | 1932 CU                | 11 de febrer del 1932   | K. Reinmuth              |
| (1221) Amor          | 1932 EA1               | 12 de març del 1932     | E. Delporte              |
| (1222) Tina          | 1932 LA                | 11 de juny del 1932     | E. Delporte              |
| (1223) Neckar        | 1931 TG                | 6 d'octubre del 1931    | K. Reinmuth              |
| (1224) Fantasia      | 1927 SD                | 29 d'agost del 1927     | S. Beljavskij, N. Ivanov |
| (1225) Ariane        | 1930 HK                | 23 d'abril del 1930     | H. van Gent              |
| (1226) Golia         | 1930 HL                | 22 d'abril del 1930     | H. van Gent              |
| (1227) Geranium      | 1931 TD                | 5 d'octubre del 1931    | K. Reinmuth              |
| (1228) Scabiosa      | 1931 TU                | 5 d'octubre del 1931    | K. Reinmuth              |
| (1229) Tilia         | 1931 TP1               | 9 d'octubre del 1931    | K. Reinmuth              |
| (1230) Riceia        | 1931 TX1               | 9 d'octubre del 1931    | K. Reinmuth              |
| (1231) Auricula      | 1931 TE2               | 10 d'octubre del 1931   | K. Reinmuth              |
| (1232) Cortusa       | 1931 TF2               | 10 d'octubre del 1931   | K. Reinmuth              |
| (1233) Kobresia      | 1931 TG2               | 10 d'octubre del 1931   | K. Reinmuth              |
| (1234) Elyna         | 1931 UF                | 18 d'octubre del 1931   | K. Reinmuth              |
| (1235) Schorria      | 1931 UJ                | 18 d'octubre del 1931   | K. Reinmuth              |
| (1236) Thaïs         | 1931 VX                | 6 de novembre del 1931  | G. N. Neujmin            |
| (1237) Geneviève     | 1931 XB                | 2 de desembre del 1931  | G. Reiss                 |
| (1238) Predappia     | 1932 CA                | 4 de febrer del 1932    | L. Volta                 |
| (1239) Queteleta     | 1932 CB                | 4 de febrer del 1932    | E. Delporte              |
| (1240) Centenaria    | 1932 CD                | 5 de febrer del 1932    | R. Schorr                |
| (1241) Dysona        | 1932 EB1               | 4 de març del 1932      | H. E. Wood               |
| (1242) Zambesia      | 1932 HL                | 28 d'abril del 1932     | C. Jackson               |
| (1243) Pamela        | 1932 JE                | 7 de maig del 1932      | C. Jackson               |
| (1244) Deira         | 1932 KE                | 25 de maig del 1932     | C. Jackson               |
| (1245) Calvinia      | 1932 KF                | 26 de maig del 1932     | C. Jackson               |
| (1246) Chaka         | 1932 OA                | 23 de juliol del 1932   | C. Jackson               |
| (1247) Memoria       | 1932 QA                | 30 d'agost del 1932     | M. Laugier               |
| (1248) Jugurtha      | 1932 RO                | 1 de setembre del 1932  | C. Jackson               |
| (1249) Rutherfordia  | 1932 VB                | 4 de novembre del 1932  | K. Reinmuth              |
| (1250) Galanthus     | 1933 BD                | 25 de gener del 1933    | K. Reinmuth              |
| (1251) Hedera        | 1933 BE                | 25 de gener del 1933    | K. Reinmuth              |
| (1252) Celestia      | 1933 DG                | 19 de febrer del 1933   | F. L. Whipple            |
| (1253) Frisia        | 1931 TV1               | 9 d'octubre del 1931    | K. Reinmuth              |
| (1254) Erfordia      | 1932 JA                | 10 de maig del 1932     | J. Hartmann              |
| (1255) Schilowa      | 1932 NC                | 8 de juliol del 1932    | G. N. Neujmin            |
| (1256) Normannia     | 1932 PD                | 8 d'agost del 1932      | K. Reinmuth              |
| (1257) Móra          | 1932 PE                | 8 d'agost del 1932      | K. Reinmuth              |
| (1258) Sicilia       | 1932 PG                | 8 d'agost del 1932      | K. Reinmuth              |
| (1259) Ógyalla       | 1933 BT                | 29 de gener del 1933    | K. Reinmuth              |
| (1260) Walhalla      | 1933 BW                | 29 de gener del 1933    | K. Reinmuth              |
| (1261) Legia         | 1933 FB                | 23 de març del 1933     | E. Delporte              |
| (1262) Sniadeckia    | 1933 FE                | 23 de març del 1933     | S. J. Arend              |
| (1263) Varsavia      | 1933 FF                | 23 de març del 1933     | S. J. Arend              |
| (1264) Letaba        | 1933 HG                | 21 d'abril del 1933     | C. Jackson               |
| (1265) Schweikarda   | 1911 MV                | 18 d'octubre del 1911   | F. Kaiser                |
| (1266) Tone          | 1927 BD                | 23 de gener del 1927    | O. Oikawa                |
| (1267) Geertruida    | 1930 HD                | 23 d'abril del 1930     | H. van Gent              |
| (1268) Libya         | 1930 HJ                | 29 d'abril del 1930     | C. Jackson               |
| (1269) Rollandia     | 1930 SH                | 20 de setembre del 1930 | G. N. Neujmin            |
| (1270) Datura        | 1930 YE                | 17 de desembre del 1930 | G. van Biesbroeck        |
| (1271) Isergina      | 1931 TN                | 10 d'octubre del 1931   | G. N. Neujmin            |
| (1272) Gefion        | 1931 TZ1               | 10 d'octubre del 1931   | K. Reinmuth              |
| (1273) Helma         | 1932 PF                | 8 d'agost del 1932      | K. Reinmuth              |
| (1274) Delportia     | 1932 WC                | 28 de novembre del 1932 | E. Delporte              |
| (1275) Cimbria       | 1932 WG                | 30 de novembre del 1932 | K. Reinmuth              |
| (1276) Ucclia        | 1933 BA                | 24 de gener del 1933    | E. Delporte              |
| (1277) Dolores       | 1933 HA                | 18 d'abril del 1933     | G. N. Neujmin            |
| (1278) Kenya         | 1933 LA                | 15 de juny del 1933     | C. Jackson               |
| (1279) Uganda        | 1933 LB                | 15 de juny del 1933     | C. Jackson               |
| (1280) Baillauda     | 1933 QB                | 18 d'agost del 1933     | E. Delporte              |
| (1281) Jeanne        | 1933 QJ                | 25 d'agost del 1933     | S. J. Arend              |
| (1282) Utopia        | 1933 QM1               | 17 d'agost del 1933     | C. Jackson               |
| (1283) Komsomolia    | 1925 SC                | 25 de setembre del 1925 | V. Albitskij             |
| (1284) Latvia        | 1933 OP                | 27 de juliol del 1933   | K. Reinmuth              |
| (1285) Julietta      | 1933 QF                | 21 d'agost del 1933     | E. Delporte              |
| (1286) Banachiewicza | 1933 QH                | 25 d'agost del 1933     | S. J. Arend              |
| (1287) Lorcia        | 1933 QL                | 25 d'agost del 1933     | S. J. Arend              |
| (1288) Santa         | 1933 QM                | 26 d'agost del 1933     | E. Delporte              |
| (1289) Kutaïssi      | 1933 QR                | 19 d'agost del 1933     | G. N. Neujmin            |
| (1290) Albertine     | 1933 QL1               | 21 d'agost del 1933     | E. Delporte              |
| (1291) Phryne        | 1933 RA                | 15 de setembre del 1933 | E. Delporte              |
| (1292) Luce          | 1933 SH                | 17 de setembre del 1933 | F. Rigaux                |
| (1293) Sonja         | 1933 SO                | 26 de setembre del 1933 | E. Delporte              |
| (1294) Antwerpia     | 1933 UB1               | 24 d'octubre del 1933   | E. Delporte              |
| (1295) Deflotte      | 1933 WD                | 25 de novembre del 1933 | L. Boyer                 |
| (1296) Andrée        | 1933 WE                | 25 de novembre del 1933 | L. Boyer                 |
| (1297) Quadea        | 1934 AD                | 7 de gener del 1934     | K. Reinmuth              |
| (1298) Nocturna      | 1934 AE                | 7 de gener del 1934     | K. Reinmuth              |
| (1299) Mertona       | 1934 BA                | 18 de gener del 1934    | G. Reiss                 |
| 1300 Marcelle        | 1934 CL                | 10 de febrer del 1934   | G. Reiss                 |

## 1301–1400
| Nom                 | Designació provisional | Data de descobriment    | Descobridor/s     |
| ------------------- | ---------------------- | ----------------------- | ----------------- |
| (1301) Yvonne       | 1934 EA                | 7 de març del 1934      | L. Boyer          |
| (1302) Werra        | 1924 SV                | 28 de setembre del 1924 | K. Reinmuth       |
| (1303) Luthera      | 1928 FP                | 16 de març del 1928     | A. Schwassmann    |
| (1304) Arosa        | 1928 KC                | 21 de maig del 1928     | K. Reinmuth       |
| (1305) Pongola      | 1928 OC                | 19 de juliol del 1928   | H. E. Wood        |
| (1306) Scythia      | 1930 OB                | 22 de juliol del 1930   | G. N. Neujmin     |
| (1307) Cimmeria     | 1930 UF                | 17 d'octubre del 1930   | G. N. Neujmin     |
| (1308) Halleria     | 1931 EB                | 12 de març del 1931     | K. Reinmuth       |
| (1309) Hyperborea   | 1931 TO                | 11 d'octubre del 1931   | G. N. Neujmin     |
| (1310) Villigera    | 1932 DB                | 28 de febrer del 1932   | A. Schwassmann    |
| (1311) Knopfia      | 1933 FF1               | 24 de març del 1933     | K. Reinmuth       |
| (1312) Vassar       | 1933 OT                | 27 de juliol del 1933   | G. van Biesbroeck |
| (1313) Berna        | 1933 QG                | 24 d'agost del 1933     | S. J. Arend       |
| (1314) Paula        | 1933 SC                | 16 de setembre del 1933 | S. J. Arend       |
| (1315) Bronislawa   | 1933 SF1               | 16 de setembre del 1933 | S. J. Arend       |
| (1316) Kasan        | 1933 WC                | 17 de novembre del 1933 | G. N. Neujmin     |
| (1317) Silvretta    | 1935 RC                | 1 de setembre del 1935  | K. Reinmuth       |
| (1318) Nerina       | 1934 FG                | 24 de març del 1934     | C. Jackson        |
| (1319) Disa         | 1934 FO                | 19 de març del 1934     | C. Jackson        |
| (1320) Impala       | 1934 JG                | 13 de maig del 1934     | C. Jackson        |
| (1321) Majuba       | 1934 JH                | 7 de maig del 1934      | C. Jackson        |
| (1322) Coppernicus  | 1934 LA                | 15 de juny del 1934     | K. Reinmuth       |
| (1323) Tugela       | 1934 LD                | 19 de maig del 1934     | C. Jackson        |
| (1324) Knysna       | 1934 LL                | 15 de juny del 1934     | C. Jackson        |
| (1325) Inanda       | 1934 NR                | 14 de juliol del 1934   | C. Jackson        |
| (1326) Losaka       | 1934 NS                | 14 de juliol del 1934   | C. Jackson        |
| (1327) Namaqua      | 1934 RT                | 7 de setembre del 1934  | C. Jackson        |
| (1328) Devota       | 1925 UA                | 21 d'octubre del 1925   | B. Jekhovsky      |
| (1329) Eliane       | 1933 FL                | 23 de març del 1933     | E. Delporte       |
| (1330) Spiridonia   | 1925 DB                | 17 de febrer del 1925   | V. Albitskij      |
| (1331) Solvejg      | 1933 QS                | 25 d'agost del 1933     | G. N. Neujmin     |
| (1332) Marconia     | 1934 AA                | 9 de gener del 1934     | L. Volta          |
| (1333) Cevenola     | 1934 DA                | 20 de febrer del 1934   | O. Bancilhon      |
| (1334) Lundmarka    | 1934 OB                | 16 de juliol del 1934   | K. Reinmuth       |
| (1335) Demoulina    | 1934 RE                | 7 de setembre del 1934  | K. Reinmuth       |
| (1336) Zeelandia    | 1934 RW                | 9 de setembre del 1934  | H. van Gent       |
| (1337) Gerarda      | 1934 RA1               | 9 de setembre del 1934  | H. van Gent       |
| (1338) Duponta      | 1934 XA                | 4 de desembre del 1934  | L. Boyer          |
| (1339) Désagneauxa  | 1934 XB                | 4 de desembre del 1934  | L. Boyer          |
| (1340) Yvette       | 1934 YA                | 27 de desembre del 1934 | L. Boyer          |
| (1341) Edmée        | 1935 BA                | 27 de gener del 1935    | E. Delporte       |
| (1342) Brabantia    | 1935 CV                | 13 de febrer del 1935   | H. van Gent       |
| (1343) Nicole       | 1935 FC                | 29 de març del 1935     | L. Boyer          |
| (1344) Caubeta      | 1935 GA                | 1 d'abril del 1935      | L. Boyer          |
| (1345) Potomac      | 1908 CG                | 4 de febrer del 1908    | J. H. Metcalf     |
| (1346) Gotha        | 1929 CY                | 5 de febrer del 1929    | K. Reinmuth       |
| (1347) Patria       | 1931 VW                | 6 de novembre del 1931  | G. N. Neujmin     |
| (1348) Michel       | 1933 FD                | 23 de març del 1933     | S. J. Arend       |
| (1349) Bechuana     | 1934 LJ                | 13 de juny del 1934     | C. Jackson        |
| (1350) Rosselia     | 1934 TA                | 3 d'octubre del 1934    | E. Delporte       |
| (1351) Uzbekistania | 1934 TF                | 5 d'octubre del 1934    | G. N. Neujmin     |
| (1352) Wawel        | 1935 CE                | 3 de febrer del 1935    | S. J. Arend       |
| (1353) Maartje      | 1935 CU                | 13 de febrer del 1935   | H. van Gent       |
| (1354) Botha        | 1935 GK                | 3 d'abril del 1935      | C. Jackson        |
| (1355) Magoeba      | 1935 HE                | 30 d'abril del 1935     | C. Jackson        |
| (1356) Nyanza       | 1935 JH                | 3 de maig del 1935      | C. Jackson        |
| (1357) Khama        | 1935 ND                | 2 de juliol del 1935    | C. Jackson        |
| (1358) Gaika        | 1935 OB                | 21 de juliol del 1935   | C. Jackson        |
| (1359) Prieska      | 1935 OC                | 22 de juliol del 1935   | C. Jackson        |
| (1360) Tarka        | 1935 OD                | 22 de juliol del 1935   | C. Jackson        |
| (1361) Leuschneria  | 1935 QA                | 30 d'agost del 1935     | E. Delporte       |
| (1362) Griqua       | 1935 QG1               | 31 de juliol del 1935   | C. Jackson        |
| (1363) Herberta     | 1935 RA                | 30 d'agost del 1935     | E. Delporte       |
| (1364) Safara       | 1935 VB                | 18 de novembre del 1935 | L. Boyer          |
| (1365) Henyey       | 1928 RK                | 9 de setembre del 1928  | M. F. Wolf        |
| (1366) Piccolo      | 1932 WA                | 29 de novembre del 1932 | E. Delporte       |
| (1367) Nongoma      | 1934 NA                | 3 de juliol del 1934    | C. Jackson        |
| (1368) Numidia      | 1935 HD                | 30 d'abril del 1935     | C. Jackson        |
| (1369) Ostanina     | 1935 QB                | 27 d'agost del 1935     | P. F. Shajn       |
| (1370) Hella        | 1935 QG                | 31 d'agost del 1935     | K. Reinmuth       |
| (1371) Resi         | 1935 QJ                | 31 d'agost del 1935     | K. Reinmuth       |
| (1372) Haremari     | 1935 QK                | 31 d'agost del 1935     | K. Reinmuth       |
| (1373) Cincinnati   | 1935 QN                | 30 d'agost del 1935     | E. Hubble         |
| (1374) Isora        | 1935 UA                | 21 d'octubre del 1935   | E. Delporte       |
| (1375) Alfreda      | 1935 UB                | 22 d'octubre del 1935   | E. Delporte       |
| (1376) Michelle     | 1935 UH                | 29 d'octubre del 1935   | G. Reiss          |
| (1377) Roberbauxa   | 1936 CD                | 14 de febrer del 1936   | L. Boyer          |
| (1378) Leonce       | 1936 DB                | 21 de febrer del 1936   | F. Rigaux         |
| (1379) Lomonosowa   | 1936 FC                | 19 de març del 1936     | G. N. Neujmin     |
| (1380) Volodia      | 1936 FM                | 16 de març del 1936     | L. Boyer          |
| (1381) Danubia      | 1930 QJ                | 20 d'agost del 1930     | E. F. Skvortsov   |
| (1382) Gerti        | 1925 BB                | 21 de gener del 1925    | K. Reinmuth       |
| (1383) Limburgia    | 1934 RV                | 9 de setembre del 1934  | H. van Gent       |
| (1384) Kniertje     | 1934 RX                | 9 de setembre del 1934  | H. van Gent       |
| (1385) Gelria       | 1935 MJ                | 24 de maig del 1935     | H. van Gent       |
| (1386) Storeria     | 1935 PA                | 28 de juliol del 1935   | G. N. Neujmin     |
| (1387) Kama         | 1935 QD                | 27 d'agost del 1935     | P. F. Shajn       |
| (1388) Aphrodite    | 1935 SS                | 24 de setembre del 1935 | E. Delporte       |
| (1389) Onnie        | 1935 SS1               | 28 de setembre del 1935 | H. van Gent       |
| (1390) Abastumani   | 1935 TA                | 3 d'octubre del 1935    | P. F. Shajn       |
| (1391) Carelia      | 1936 DA                | 16 de febrer del 1936   | Y. Väisälä        |
| (1392) Pierre       | 1936 FO                | 16 de març del 1936     | L. Boyer          |
| (1393) Sofala       | 1936 KD                | 25 de maig del 1936     | C. Jackson        |
| (1394) Algoa        | 1936 LK                | 12 de juny del 1936     | C. Jackson        |
| (1395) Aribeda      | 1936 OB                | 16 de juliol del 1936   | K. Reinmuth       |
| (1396) Outeniqua    | 1936 PF                | 9 d'agost del 1936      | C. Jackson        |
| (1397) Umtata       | 1936 PG                | 9 d'agost del 1936      | C. Jackson        |
| (1398) Donnera      | 1936 QL                | 26 d'agost del 1936     | Y. Väisälä        |
| (1399) Teneriffa    | 1936 QY                | 23 d'agost del 1936     | K. Reinmuth       |
| (1400) Tirela       | 1936 WA                | 17 de novembre del 1936 | L. Boyer          |

## 1401–1500
| Nom                 | Designació provisional | Data de descobriment    | Descobridor/s     |
| ------------------- | ---------------------- | ----------------------- | ----------------- |
| (1401) Lavonne      | 1935 UD                | 22 d'octubre del 1935   | E. Delporte       |
| (1402) Eri          | 1936 OC                | 16 de juliol del 1936   | K. Reinmuth       |
| (1403) Idelsonia    | 1936 QA                | 13 d'agost del 1936     | G. N. Neujmin     |
| (1404) Ajax         | 1936 QW                | 17 d'agost del 1936     | K. Reinmuth       |
| (1405) Sibelius     | 1936 RE                | 12 de setembre del 1936 | Y. Väisälä        |
| (1406) Komppa       | 1936 RF                | 13 de setembre del 1936 | Y. Väisälä        |
| (1407) Lindelöf     | 1936 WC                | 21 de novembre del 1936 | Y. Väisälä        |
| (1408) Trusanda     | 1936 WF                | 23 de novembre del 1936 | K. Reinmuth       |
| (1409) Isko         | 1937 AK                | 8 de gener del 1937     | K. Reinmuth       |
| (1410) Margret      | 1937 AL                | 8 de gener del 1937     | K. Reinmuth       |
| (1411) Brauna       | 1937 AM                | 8 de gener del 1937     | K. Reinmuth       |
| (1412) Lagrula      | 1937 BA                | 19 de gener del 1937    | L. Boyer          |
| (1413) Roucarie     | 1937 CD                | 12 de febrer del 1937   | L. Boyer          |
| (1414) Jérôme       | 1937 CE                | 12 de febrer del 1937   | L. Boyer          |
| (1415) Malautra     | 1937 EA                | 4 de març del 1937      | L. Boyer          |
| (1416) Renauxa      | 1937 EC                | 4 de març del 1937      | L. Boyer          |
| (1417) Walinskia    | 1937 GH                | 1 d'abril del 1937      | K. Reinmuth       |
| (1418) Fayeta       | 1903 RG                | 22 de setembre del 1903 | P. Götz           |
| (1419) Danzig       | 1929 RF                | 5 de setembre del 1929  | K. Reinmuth       |
| (1420) Radcliffe    | 1931 RJ                | 14 de setembre del 1931 | K. Reinmuth       |
| (1421) Esperanto    | 1936 FQ                | 18 de març del 1936     | Y. Väisälä        |
| (1422) Strömgrenia  | 1936 QF                | 23 d'agost del 1936     | K. Reinmuth       |
| (1423) Jose         | 1936 QM                | 28 d'agost del 1936     | J. Hunaerts       |
| (1424) Sundmania    | 1937 AJ                | 9 de gener del 1937     | Y. Väisälä        |
| (1425) Tuorla       | 1937 GB                | 3 d'abril del 1937      | K. A. Inkeri      |
| (1426) Riviera      | 1937 GF                | 1 d'abril del 1937      | M. Laugier        |
| (1427) Ruvuma       | 1937 KB                | 16 de maig del 1937     | C. Jackson        |
| (1428) Mombasa      | 1937 NO                | 5 de juliol del 1937    | C. Jackson        |
| (1429) Pemba        | 1937 NH                | 2 de juliol del 1937    | C. Jackson        |
| (1430) Somalia      | 1937 NK                | 5 de juliol del 1937    | C. Jackson        |
| (1431) Luanda       | 1937 OB                | 29 de juliol del 1937   | C. Jackson        |
| (1432) Ethiopia     | 1937 PG                | 1 d'agost del 1937      | C. Jackson        |
| (1433) Geramtina    | 1937 UC                | 30 d'octubre del 1937   | E. Delporte       |
| (1434) Margot       | 1936 FD1               | 19 de març del 1936     | G. N. Neujmin     |
| (1435) Garlena      | 1936 WE                | 23 de novembre del 1936 | K. Reinmuth       |
| (1436) Salonta      | 1936 YA                | 11 de desembre del 1936 | G. Kulin          |
| (1437) Diomedes     | 1937 PB                | 3 d'agost del 1937      | K. Reinmuth       |
| (1438) Wendeline    | 1937 TC                | 11 d'octubre del 1937   | K. Reinmuth       |
| (1439) Vogtia       | 1937 TE                | 11 d'octubre del 1937   | K. Reinmuth       |
| (1440) Rostia       | 1937 TF                | 11 d'octubre del 1937   | K. Reinmuth       |
| (1441) Bolyai       | 1937 WA                | 26 de novembre del 1937 | G. Kulin          |
| (1442) Corvina      | 1937 YF                | 29 de desembre del 1937 | G. Kulin          |
| (1443) Ruppina      | 1937 YG                | 29 de desembre del 1937 | K. Reinmuth       |
| (1444) Pannonia     | 1938 AE                | 6 de gener del 1938     | G. Kulin          |
| (1445) Konkolya     | 1938 AF                | 6 de gener del 1938     | G. Kulin          |
| (1446) Sillanpää    | 1938 BA                | 26 de gener del 1938    | Y. Väisälä        |
| (1447) Utra         | 1938 BB                | 26 de gener del 1938    | Y. Väisälä        |
| (1448) Lindbladia   | 1938 DF                | 16 de febrer del 1938   | Y. Väisälä        |
| (1449) Virtanen     | 1938 DO                | 20 de febrer del 1938   | Y. Väisälä        |
| (1450) Raimonda     | 1938 DP                | 20 de febrer del 1938   | Y. Väisälä        |
| (1451) Granö        | 1938 DT                | 22 de febrer del 1938   | Y. Väisälä        |
| (1452) Hunnia       | 1938 DZ1               | 26 de febrer del 1938   | G. Kulin          |
| (1453) Fennia       | 1938 ED1               | 8 de març del 1938      | Y. Väisälä        |
| (1454) Kalevala     | 1936 DO                | 16 de febrer del 1936   | Y. Väisälä        |
| (1455) Mitchella    | 1937 LF                | 5 de juny del 1937      | A. Bohrmann       |
| (1456) Saldanha     | 1937 NG                | 2 de juliol del 1937    | C. Jackson        |
| (1457) Ankara       | 1937 PA                | 3 d'agost del 1937      | K. Reinmuth       |
| (1458) Mineura      | 1937 RC                | 1 de setembre del 1937  | F. Rigaux         |
| (1459) Magnya       | 1937 VA                | 4 de novembre del 1937  | G. N. Neujmin     |
| (1460) Haltia       | 1937 WC                | 24 de novembre del 1937 | Y. Väisälä        |
| (1461) Jean-Jacques | 1937 YL                | 30 de desembre del 1937 | M. Laugier        |
| (1462) Zamenhof     | 1938 CA                | 6 de febrer del 1938    | Y. Väisälä        |
| (1463) Nordenmarkia | 1938 CB                | 6 de febrer del 1938    | Y. Väisälä        |
| (1464) Armisticia   | 1939 VO                | 11 de novembre del 1939 | G. van Biesbroeck |
| (1465) Autonoma     | 1938 FA                | 20 de març del 1938     | A. Wachmann       |
| (1466) Mündleria    | 1938 KA                | 31 de maig del 1938     | K. Reinmuth       |
| (1467) Mashona      | 1938 OE                | 30 de juliol del 1938   | C. Jackson        |
| (1468) Zomba        | 1938 PA                | 23 de juliol del 1938   | C. Jackson        |
| (1469) Linzia       | 1938 QD                | 19 d'agost del 1938     | K. Reinmuth       |
| (1470) Carla        | 1938 SD                | 17 de setembre del 1938 | A. Bohrmann       |
| (1471) Tornio       | 1938 SL1               | 16 de setembre del 1938 | Y. Väisälä        |
| (1472) Muonio       | 1938 UQ                | 18 d'octubre del 1938   | Y. Väisälä        |
| (1473) Ounas        | 1938 UT                | 22 d'octubre del 1938   | Y. Väisälä        |
| (1474) Beira        | 1935 QY                | 20 d'agost del 1935     | C. Jackson        |
| (1475) Yalta        | 1935 SM                | 21 de setembre del 1935 | P. F. Shajn       |
| (1476) Cox          | 1936 RA                | 10 de setembre del 1936 | E. Delporte       |
| (1477) Bonsdorffia  | 1938 CC                | 6 de febrer del 1938    | Y. Väisälä        |
| (1478) Vihuri       | 1938 CF                | 6 de febrer del 1938    | Y. Väisälä        |
| (1479) Inkeri       | 1938 DE                | 16 de febrer del 1938   | Y. Väisälä        |
| (1480) Aunus        | 1938 DK                | 18 de febrer del 1938   | Y. Väisälä        |
| (1481) Tübingia     | 1938 DR                | 7 de febrer del 1938    | K. Reinmuth       |
| (1482) Sebastiana   | 1938 DA1               | 20 de febrer del 1938   | K. Reinmuth       |
| (1483) Hakoila      | 1938 DJ1               | 24 de febrer del 1938   | Y. Väisälä        |
| (1484) Postrema     | 1938 HC                | 29 d'abril del 1938     | G. N. Neujmin     |
| (1485) Isa          | 1938 OB                | 28 de juliol del 1938   | K. Reinmuth       |
| (1486) Marilyn      | 1938 QA                | 23 d'agost del 1938     | E. Delporte       |
| (1487) Boda         | 1938 WC                | 17 de novembre del 1938 | K. Reinmuth       |
| (1488) Aura         | 1938 XE                | 15 de desembre del 1938 | Y. Väisälä        |
| (1489) Attila       | 1939 GC                | 12 d'abril del 1939     | G. Kulin          |
| (1490) Limpopo      | 1936 LB                | 14 de juny del 1936     | C. Jackson        |
| (1491) Balduinus    | 1938 EJ                | 23 de febrer del 1938   | E. Delporte       |
| (1492) Oppolzer     | 1938 FL                | 23 de març del 1938     | Y. Väisälä        |
| (1493) Sigrid       | 1938 QB                | 26 d'agost del 1938     | E. Delporte       |
| (1494) Savo         | 1938 SJ                | 16 de setembre del 1938 | Y. Väisälä        |
| (1495) Helsinki     | 1938 SW                | 21 de setembre del 1938 | Y. Väisälä        |
| (1496) Turku        | 1938 SA1               | 22 de setembre del 1938 | Y. Väisälä        |
| (1497) Tampere      | 1938 SB1               | 22 de setembre del 1938 | Y. Väisälä        |
| (1498) Lahti        | 1938 SK1               | 16 de setembre del 1938 | Y. Väisälä        |
| (1499) Pori         | 1938 UF                | 16 d'octubre del 1938   | Y. Väisälä        |
| (1500) Jyväskylä    | 1938 UH                | 16 d'octubre del 1938   | Y. Väisälä        |

## 1501–1600
| Nom                   | Designació provisional | Data de descobriment    | Descobridor/s          |
| --------------------- | ---------------------- | ----------------------- | ---------------------- |
| (1501) Baade          | 1938 UJ                | 20 d'octubre del 1938   | A. Wachmann            |
| (1502) Arenda         | 1938 WB                | 17 de novembre del 1938 | K. Reinmuth            |
| (1503) Kuopio         | 1938 XD                | 15 de desembre del 1938 | Y. Väisälä             |
| (1504) Lappeenranta   | 1939 FM                | 23 de març del 1939     | L. Oterma              |
| (1505) Koranna        | 1939 HH                | 21 d'abril del 1939     | C. Jackson             |
| (1506) Xosa           | 1939 JC                | 15 de maig del 1939     | C. Jackson             |
| (1507) Vaasa          | 1939 RD                | 12 de setembre del 1939 | L. Oterma              |
| (1508) Kemi           | 1938 UP                | 21 d'octubre del 1938   | H. Alikoski            |
| (1509) Esclangona     | 1938 YG                | 21 de desembre del 1938 | A. Patry               |
| (1510) Charlois       | 1939 DC                | 22 de febrer del 1939   | A. Patry               |
| (1511) Daléra         | 1939 FB                | 22 de març del 1939     | L. Boyer               |
| (1512) Oulu           | 1939 FE                | 18 de març del 1939     | H. Alikoski            |
| (1513) Mátra          | 1940 EB                | 10 de març del 1940     | G. Kulin               |
| (1514) Ricouxa        | 1906 UR                | 22 d'agost del 1906     | M. F. Wolf             |
| (1515) Perrotin       | 1936 VG                | 15 de novembre del 1936 | A. Patry               |
| (1516) Henry          | 1938 BG                | 28 de gener del 1938    | A. Patry               |
| (1517) Beograd        | 1938 FD                | 20 de març del 1938     | M. B. Protitch         |
| (1518) Rovaniemi      | 1938 UA                | 15 d'octubre del 1938   | Y. Väisälä             |
| (1519) Kajaani        | 1938 UB                | 15 d'octubre del 1938   | Y. Väisälä             |
| (1520) Imatra         | 1938 UY                | 22 d'octubre del 1938   | Y. Väisälä             |
| (1521) Seinäjoki      | 1938 UB1               | 22 d'octubre del 1938   | Y. Väisälä             |
| (1522) Kokkola        | 1938 WO                | 18 de novembre del 1938 | L. Oterma              |
| (1523) Pieksämäki     | 1939 BC                | 18 de gener del 1939    | Y. Väisälä             |
| (1524) Joensuu        | 1939 SB                | 18 de setembre del 1939 | Y. Väisälä             |
| (1525) Savonlinna     | 1939 SC                | 18 de setembre del 1939 | Y. Väisälä             |
| (1526) Mikkeli        | 1939 TF                | 7 d'octubre del 1939    | Y. Väisälä             |
| (1527) Malmquista     | 1939 UG                | 18 d'octubre del 1939   | Y. Väisälä             |
| (1528) Conrada        | 1940 CA                | 10 de febrer del 1940   | K. Reinmuth            |
| (1529) Oterma         | 1938 BC                | 26 de gener del 1938    | Y. Väisälä             |
| (1530) Rantaseppä     | 1938 SG                | 16 de setembre del 1938 | Y. Väisälä             |
| (1531) Hartmut        | 1938 SH                | 17 de setembre del 1938 | A. Bohrmann            |
| (1532) Inari          | 1938 SM                | 16 de setembre del 1938 | Y. Väisälä             |
| (1533) Saimaa         | 1939 BD                | 19 de gener del 1939    | Y. Väisälä             |
| (1534) Näsi           | 1939 BK                | 20 de gener del 1939    | Y. Väisälä             |
| (1535) Päijänne       | 1939 RC                | 9 de setembre del 1939  | Y. Väisälä             |
| (1536) Pielinen       | 1939 SE                | 18 de setembre del 1939 | Y. Väisälä             |
| (1537) Transylvania   | 1940 QA                | 27 d'agost del 1940     | G. Strommer            |
| (1538) Detre          | 1940 RF                | 8 de setembre del 1940  | G. Kulin               |
| (1539) Borrelly       | 1940 UB                | 29 d'octubre del 1940   | A. Patry               |
| (1540) Kevola         | 1938 WK                | 16 de novembre del 1938 | L. Oterma              |
| (1541) Estonia        | 1939 CK                | 12 de febrer del 1939   | Y. Väisälä             |
| (1542) Schalén        | 1941 QE                | 26 d'agost del 1941     | Y. Väisälä             |
| (1543) Bourgeois      | 1941 SJ                | 21 de setembre del 1941 | E. Delporte            |
| (1544) Vinterhansenia | 1941 UK                | 15 d'octubre del 1941   | L. Oterma              |
| (1545) Thernöe        | 1941 UW                | 15 d'octubre del 1941   | L. Oterma              |
| (1546) Izsák          | 1941 SG1               | 28 de setembre del 1941 | G. Kulin               |
| (1547) Nele           | 1929 CZ                | 12 de febrer del 1929   | P. Bourgeois           |
| (1548) Palomaa        | 1935 FK                | 26 de març del 1935     | Y. Väisälä             |
| (1549) Mikko          | 1937 GA                | 2 d'abril del 1937      | Y. Väisälä             |
| (1550) Tito           | 1937 WD                | 29 de novembre del 1937 | M. B. Protitch         |
| (1551) Argelander     | 1938 DC1               | 24 de febrer del 1938   | Y. Väisälä             |
| (1552) Bessel         | 1938 DE1               | 24 de febrer del 1938   | Y. Väisälä             |
| (1553) Bauersfelda    | 1940 AD                | 13 de gener del 1940    | K. Reinmuth            |
| (1554) Yugoslavia     | 1940 RE                | 6 de setembre del 1940  | M. B. Protitch         |
| (1555) Dejan          | 1941 SA                | 15 de setembre del 1941 | F. Rigaux              |
| (1556) Wingolfia      | 1942 AA                | 14 de gener del 1942    | K. Reinmuth            |
| (1557) Roehla         | 1942 AD                | 14 de gener del 1942    | K. Reinmuth            |
| (1558) Järnefelt      | 1942 BD                | 20 de gener del 1942    | L. Oterma              |
| (1559) Kustaanheimo   | 1942 BF                | 20 de gener del 1942    | L. Oterma              |
| (1560) Strattonia     | 1942 XB                | 3 de desembre del 1942  | E. Delporte            |
| (1561) Fricke         | 1941 CG                | 15 de febrer del 1941   | K. Reinmuth            |
| (1562) Gondolatsch    | 1943 EE                | 9 de març del 1943      | K. Reinmuth            |
| (1563) Noël           | 1943 EG                | 7 de març del 1943      | S. J. Arend            |
| (1564) Srbija         | 1936 TB                | 15 d'octubre del 1936   | M. B. Protitch         |
| (1565) Lemaître       | 1948 WA                | 25 de novembre del 1948 | S. J. Arend            |
| (1566) Icarus         | 1949 MA                | 27 de juny del 1949     | W. Baade               |
| (1567) Alikoski       | 1941 HN                | 22 d'abril del 1941     | Y. Väisälä             |
| (1568) Aisleen        | 1946 QB                | 21 d'agost del 1946     | E. L. Johnson          |
| (1569) Evita          | 1948 PA                | 3 d'agost del 1948      | M. Itzigsohn           |
| (1570) Brunonia       | 1948 TX                | 9 d'octubre del 1948    | S. J. Arend            |
| (1571) Cesco          | 1950 FJ                | 20 de març del 1950     | M. Itzigsohn           |
| (1572) Posnania       | 1949 SC                | 22 de setembre del 1949 | J. Dobrzycki, A. Kwiek |
| (1573) Väisälä        | 1949 UA                | 27 d'octubre del 1949   | S. J. Arend            |
| (1574) Meyer          | 1949 FD                | 22 de març del 1949     | L. Boyer               |
| (1575) Winifred       | 1950 HH                | 20 d'abril del 1950     | Indiana University     |
| (1576) Fabiola        | 1948 SA                | 30 de setembre del 1948 | S. J. Arend            |
| (1577) Reiss          | 1949 BA                | 19 de gener del 1949    | L. Boyer               |
| (1578) Kirkwood       | 1951 AT                | 10 de gener del 1951    | Indiana University     |
| (1579) Herrick        | 1948 SB                | 30 de setembre del 1948 | S. J. Arend            |
| (1580) Betulia        | 1950 KA                | 22 de maig del 1950     | E. L. Johnson          |
| (1581) Abanderada     | 1950 LA1               | 15 de juny del 1950     | M. Itzigsohn           |
| (1582) Martir         | 1950 LY                | 15 de juny del 1950     | M. Itzigsohn           |
| (1583) Antilochus     | 1950 SA                | 19 de setembre del 1950 | S. J. Arend            |
| (1584) Fuji           | 1927 CR                | 7 de febrer del 1927    | O. Oikawa              |
| (1585) Union          | 1947 RG                | 7 de setembre del 1947  | E. L. Johnson          |
| (1586) Thiele         | 1939 CJ                | 13 de febrer del 1939   | A. Wachmann            |
| (1587) Kahrstedt      | 1933 FS1               | 25 de març del 1933     | K. Reinmuth            |
| (1588) Descamisada    | 1951 MH                | 27 de juny del 1951     | M. Itzigsohn           |
| (1589) Fanatica       | 1950 RK                | 13 de setembre del 1950 | M. Itzigsohn           |
| (1590) Tsiolkovskaja  | 1933 NA                | 1 de juliol del 1933    | G. N. Neujmin          |
| (1591) Baize          | 1951 KA                | 31 de maig del 1951     | S. J. Arend            |
| (1592) Mathieu        | 1951 LA                | 1 de juny del 1951      | S. J. Arend            |
| (1593) Fagnes         | 1951 LB                | 1 de juny del 1951      | S. J. Arend            |
| (1594) Danjon         | 1949 WA                | 23 de novembre del 1949 | L. Boyer               |
| (1595) Tanga          | 1930 ME                | 19 de juny del 1930     | C. Jackson, H. E. Wood |
| (1596) Itzigsohn      | 1951 EV                | 8 de març del 1951      | M. Itzigsohn           |
| (1597) Laugier        | 1949 EB                | 7 de març del 1949      | L. Boyer               |
| (1598) Paloque        | 1950 CA                | 11 de febrer del 1950   | L. Boyer               |
| (1599) Giomus         | 1950 WA                | 17 de novembre del 1950 | L. Boyer               |
| (1600) Vyssotsky      | 1947 UC                | 22 d'octubre del 1947   | C. A. Wirtanen         |

## 1601–1700
| Nom                 | Designació provisional | Data de descobriment    | Descobridor/s              |
| ------------------- | ---------------------- | ----------------------- | -------------------------- |
| (1601) Patry        | 1942 KA                | 18 de maig del 1942     | L. Boyer                   |
| (1602) Indiana      | 1950 GF                | 14 de març del 1950     | Indiana University         |
| (1603) Neva         | 1926 VH                | 4 de novembre del 1926  | G. N. Neujmin              |
| (1604) Tombaugh     | 1931 FH                | 24 de març del 1931     | C. O. Lampland             |
| (1605) Milankovitch | 1936 GA                | 13 d'abril del 1936     | P. Đjurković               |
| (1606) Jekhovsky    | 1950 RH                | 14 de setembre del 1950 | L. Boyer                   |
| (1607) Mavis        | 1950 RA                | 3 de setembre del 1950  | E. L. Johnson              |
| (1608) Muñoz        | 1951 RZ                | 1 de setembre del 1951  | M. Itzigsohn               |
| (1609) Brenda       | 1951 NL                | 10 de juliol del 1951   | E. L. Johnson              |
| (1610) Mirnaya      | 1928 RT                | 11 de setembre del 1928 | P. F. Shajn                |
| (1611) Beyer        | 1950 DJ                | 17 de febrer del 1950   | K. Reinmuth                |
| (1612) Hirose       | 1950 BJ                | 23 de gener del 1950    | K. Reinmuth                |
| (1613) Smiley       | 1950 SD                | 16 de setembre del 1950 | S. J. Arend                |
| (1614) Goldschmidt  | 1952 HA                | 18 d'abril del 1952     | A. Schmitt                 |
| (1615) Bardwell     | 1950 BW                | 28 de gener del 1950    | Indiana University         |
| (1616) Filipoff     | 1950 EA                | 15 de març del 1950     | L. Boyer                   |
| (1617) Alschmitt    | 1952 FB                | 20 de març del 1952     | L. Boyer                   |
| (1618) Dawn         | 1948 NF                | 5 de juliol del 1948    | E. L. Johnson              |
| (1619) Ueta         | 1953 TA                | 11 d'octubre del 1953   | T. Mitani                  |
| (1620) Geographos   | 1951 RA                | 14 de setembre del 1951 | A. G. Wilson, R. Minkowski |
| (1621) Druzhba      | 1926 TM                | 1 d'octubre del 1926    | S. Beljavskij              |
| (1622) Chacornac    | 1952 EA                | 15 de març del 1952     | A. Schmitt                 |
| (1623) Vivian       | 1948 PL                | 9 d'agost del 1948      | E. L. Johnson              |
| (1624) Rabe         | 1931 TT1               | 9 d'octubre del 1931    | K. Reinmuth                |
| (1625) The NORC     | 1953 RB                | 1 de setembre del 1953  | S. J. Arend                |
| (1626) Sadeya       | 1927 AA                | 10 de gener del 1927    | J. Comas Solá              |
| (1627) Ivar         | 1929 SH                | 25 de setembre del 1929 | E. Hertzsprung             |
| (1628) Strobel      | 1923 OG                | 11 de setembre del 1923 | K. Reinmuth                |
| (1629) Pecker       | 1952 DB                | 28 de febrer del 1952   | L. Boyer                   |
| (1630) Milet        | 1952 DA                | 28 de febrer del 1952   | L. Boyer                   |
| (1631) Kopff        | 1936 UC                | 11 d'octubre del 1936   | Y. Väisälä                 |
| (1632) Sieböhme     | 1941 DF                | 26 de febrer del 1941   | K. Reinmuth                |
| (1633) Chimay       | 1929 EC                | 3 de març del 1929      | S. J. Arend                |
| (1634) Ndola        | 1935 QP                | 19 d'agost del 1935     | C. Jackson                 |
| (1635) Bohrmann     | 1924 QW                | 7 de març del 1924      | K. Reinmuth                |
| (1636) Porter       | 1950 BH                | 23 de gener del 1950    | K. Reinmuth                |
| (1637) Swings       | 1936 QO                | 28 d'agost del 1936     | J. Hunaerts                |
| (1638) Ruanda       | 1935 JF                | 3 de maig del 1935      | C. Jackson                 |
| (1639) Bower        | 1951 RB                | 12 de setembre del 1951 | S. J. Arend                |
| (1640) Nemo         | 1951 QA                | 31 d'agost del 1951     | S. J. Arend                |
| (1641) Tana         | 1935 OJ                | 25 de juliol del 1935   | C. Jackson                 |
| (1642) Hill         | 1951 RU                | 4 de setembre del 1951  | K. Reinmuth                |
| (1643) Brown        | 1951 RQ                | 4 de setembre del 1951  | K. Reinmuth                |
| (1644) Rafita       | 1935 YA                | 16 de desembre del 1935 | R. Carrasco                |
| (1645) Waterfield   | 1933 OJ                | 24 de juliol del 1933   | K. Reinmuth                |
| (1646) Rosseland    | 1939 BG                | 19 de gener del 1939    | Y. Väisälä                 |
| (1647) Menelaus     | 1957 MK                | 23 de juny del 1957     | S. B. Nicholson            |
| (1648) Shajna       | 1935 RF                | 5 de setembre del 1935  | P. F. Shajn                |
| (1649) Fabre        | 1951 DE                | 27 de febrer del 1951   | L. Boyer                   |
| (1650) Heckmann     | 1937 TG                | 11 d'octubre del 1937   | K. Reinmuth                |
| (1651) Behrens      | 1936 HD                | 23 d'abril del 1936     | M. Laugier                 |
| (1652) Hergé        | 1953 PA                | 9 d'agost del 1953      | S. J. Arend                |
| (1653) Yakhontovia  | 1937 RA                | 30 d'agost del 1937     | G. N. Neujmin              |
| (1654) Bojeva       | 1931 TL                | 8 d'octubre del 1931    | P. F. Shajn                |
| (1655) Comas Solá   | 1929 WG                | 28 de novembre del 1929 | J. Comas Solá              |
| (1656) Suomi        | 1942 EC                | 11 de març del 1942     | Y. Väisälä                 |
| (1657) Roemera      | 1961 EA                | 6 de març del 1961      | P. Wild                    |
| (1658) Innes        | 1953 NA                | 13 de juliol del 1953   | J. A. Bruwer               |
| (1659) Punkaharju   | 1940 YL                | 28 de desembre del 1940 | Y. Väisälä                 |
| (1660) Wood         | 1953 GA                | 7 d'abril del 1953      | J. A. Bruwer               |
| (1661) Granule      | A916 FA                | 31 de març del 1916     | M. F. Wolf                 |
| (1662) Hoffmann     | A923 RB                | 11 de setembre del 1923 | K. Reinmuth                |
| (1663) van den Bos  | 1926 PE                | 4 d'agost del 1926      | H. E. Wood                 |
| (1664) Felix        | 1929 CD                | 4 de febrer del 1929    | E. Delporte                |
| (1665) Gaby         | 1930 DQ                | 27 de febrer del 1930   | K. Reinmuth                |
| (1666) van Gent     | 1930 OG                | 22 de juliol del 1930   | H. van Gent                |
| (1667) Pels         | 1930 SY                | 16 de setembre del 1930 | H. van Gent                |
| (1668) Hanna        | 1933 OK                | 24 de juliol del 1933   | K. Reinmuth                |
| (1669) Dagmar       | 1934 RS                | 7 de setembre del 1934  | K. Reinmuth                |
| (1670) Minnaert     | 1934 RZ                | 9 de setembre del 1934  | H. van Gent                |
| (1671) Chaika       | 1934 TD                | 3 d'octubre del 1934    | G. N. Neujmin              |
| (1672) Gezelle      | 1935 BD                | 29 de gener del 1935    | E. Delporte                |
| (1673) van Houten   | 1937 TH                | 11 d'octubre del 1937   | K. Reinmuth                |
| (1674) Groeneveld   | 1938 DS                | 7 de febrer del 1938    | K. Reinmuth                |
| (1675) Simonida     | 1938 FB                | 20 de març del 1938     | M. B. Protitch             |
| (1676) Kariba       | 1939 LC                | 15 de juny del 1939     | C. Jackson                 |
| (1677) Tycho Brahe  | 1940 RO                | 6 de setembre del 1940  | Y. Väisälä                 |
| (1678) Hveen        | 1940 YH                | 28 de desembre del 1940 | Y. Väisälä                 |
| (1679) Nevanlinna   | 1941 FR                | 18 de març del 1941     | L. Oterma                  |
| (1680) Per Brahe    | 1942 CH                | 12 de febrer del 1942   | L. Oterma                  |
| (1681) Steinmetz    | 1948 WE                | 23 de novembre del 1948 | M. Laugier                 |
| (1682) Karel        | 1949 PH                | 2 d'agost del 1949      | K. Reinmuth                |
| (1683) Castafiore   | 1950 SL                | 19 de setembre del 1950 | S. J. Arend                |
| (1684) Iguassú      | 1951 QE                | 23 d'agost del 1951     | M. Itzigsohn               |
| (1685) Toro         | 1948 OA                | 17 de juliol del 1948   | C. A. Wirtanen             |
| (1686) De Sitter    | 1935 SR1               | 28 de setembre del 1935 | H. van Gent                |
| (1687) Glarona      | 1965 SC                | 19 de setembre del 1965 | P. Wild                    |
| (1688) Wilkens      | 1951 EQ1               | 3 de març del 1951      | M. Itzigsohn               |
| (1689) Floris-Jan   | 1930 SO                | 16 de setembre del 1930 | H. van Gent                |
| (1690) Mayrhofer    | 1948 VB                | 8 de novembre del 1948  | M. Laugier                 |
| (1691) Oort         | 1956 RB                | 9 de setembre del 1956  | K. Reinmuth                |
| (1692) Subbotina    | 1936 QD                | 16 d'agost del 1936     | G. N. Neujmin              |
| (1693) Hertzsprung  | 1935 LA                | 5 de maig del 1935      | H. van Gent                |
| (1694) Kaiser       | 1934 SB                | 29 de setembre del 1934 | H. van Gent                |
| (1695) Walbeck      | 1941 UO                | 15 d'octubre del 1941   | L. Oterma                  |
| (1696) Nurmela      | 1939 FF                | 18 de març del 1939     | Y. Väisälä                 |
| (1697) Koskenniemi  | 1940 RM                | 8 de setembre del 1940  | H. Alikoski                |
| (1698) Christophe   | 1934 CS                | 10 de febrer del 1934   | E. Delporte                |
| (1699) Honkasalo    | 1941 QD                | 26 d'agost del 1941     | Y. Väisälä                 |
| (1700) Zvezdara     | 1940 QC                | 26 d'agost del 1940     | P. Đjurković               |

## 1701–1800
| Nom                   | Designació provisional | Data de descobriment    | Descobridor/s                                          |
| --------------------- | ---------------------- | ----------------------- | ------------------------------------------------------ |
| (1701) Okavango       | 1953 NJ                | 6 de juliol del 1953    | J. Churms                                              |
| (1702) Kalahari       | A924 NC                | 7 de juliol del 1924    | E. Hertzsprung                                         |
| (1703) Barry          | 1930 RB                | 2 de setembre del 1930  | M. F. Wolf                                             |
| (1704) Wachmann       | A924 EE                | 7 de març del 1924      | K. Reinmuth                                            |
| (1705) Tapio          | 1941 SL1               | 26 de setembre del 1941 | L. Oterma                                              |
| (1706) Dieckvoss      | 1931 TS                | 5 d'octubre del 1931    | K. Reinmuth                                            |
| (1707) Chantal        | 1932 RL                | 8 de setembre del 1932  | E. Delporte                                            |
| (1708) Pólit          | 1929 XA                | 1 de desembre del 1929  | J. Comas Solá                                          |
| (1709) Ukraina        | 1925 QA                | 16 d'agost del 1925     | G. Shajn                                               |
| (1710) Gothard        | 1941 UF                | 20 d'octubre del 1941   | G. Kulin                                               |
| (1711) Sandrine       | 1935 BB                | 29 de gener del 1935    | E. Delporte                                            |
| (1712) Angola         | 1935 KC                | 28 de maig del 1935     | C. Jackson                                             |
| (1713) Bancilhon      | 1951 SC                | 27 de setembre del 1951 | L. Boyer                                               |
| (1714) Sy             | 1951 OA                | 25 de juliol del 1951   | L. Boyer                                               |
| (1715) Salli          | 1938 GK                | 9 d'abril del 1938      | H. Alikoski                                            |
| (1716) Peter          | 1934 GF                | 4 d'abril del 1934      | K. Reinmuth                                            |
| (1717) Arlon          | 1954 AC                | 8 de gener del 1954     | S. J. Arend                                            |
| (1718) Namibia        | 1942 RX                | 14 de setembre del 1942 | M. Väisälä                                             |
| (1719) Jens           | 1950 DP                | 17 de febrer del 1950   | K. Reinmuth                                            |
| (1720) Niels          | 1935 CQ                | 7 de febrer del 1935    | K. Reinmuth                                            |
| (1721) Wells          | 1953 TD3               | 3 d'octubre del 1953    | Universitat d'Indiana                                  |
| (1722) Goffin         | 1938 EG                | 23 de febrer del 1938   | E. Delporte                                            |
| (1723) Klemola        | 1936 FX                | 18 de març del 1936     | Y. Väisälä                                             |
| (1724) Vladimir       | 1932 DC                | 28 de febrer del 1932   | E. Delporte                                            |
| (1725) CrAO           | 1930 SK                | 20 de setembre del 1930 | G. N. Neujmin                                          |
| (1726) Hoffmeister    | 1933 OE                | 24 de juliol del 1933   | K. Reinmuth                                            |
| (1727) Mette          | 1965 BA                | 25 de gener del 1965    | A. D. Andrews                                          |
| (1728) Goethe Link    | 1964 TO                | 12 d'octubre del 1964   | Universitat d'Indiana                                  |
| (1729) Beryl          | 1963 SL                | 19 de setembre del 1963 | Universitat d'Indiana                                  |
| (1730) Marceline      | 1936 UA                | 17 d'octubre del 1936   | M. Laugier                                             |
| (1731) Smuts          | 1948 PH                | 9 d'agost del 1948      | E. L. Johnson                                          |
| (1732) Heike          | 1943 EY                | 9 de març del 1943      | K. Reinmuth                                            |
| (1733) Silke          | 1938 DL1               | 19 de febrer del 1938   | A. Bohrmann                                            |
| (1734) Zhongolovich   | 1928 TJ                | 11 d'octubre del 1928   | G. N. Neujmin                                          |
| (1735) ITA            | 1948 RJ1               | 10 de setembre del 1948 | P. F. Shajn                                            |
| (1736) Floirac        | 1967 RA                | 6 de setembre del 1967  | G. Soulié                                              |
| (1737) Severny        | 1966 TJ                | 13 d'octubre del 1966   | L. I. Chernykh                                         |
| (1738) Oosterhoff     | 1930 SP                | 16 de setembre del 1930 | H. van Gent                                            |
| (1739) Meyermann      | 1939 PF                | 15 d'agost del 1939     | K. Reinmuth                                            |
| (1740) Paavo Nurmi    | 1939 UA                | 18 d'octubre del 1939   | Y. Väisälä                                             |
| (1741) Giclas         | 1960 BC                | 26 de gener del 1960    | Universitat d'Indiana                                  |
| (1742) Schaifers      | 1934 RO                | 7 de setembre del 1934  | K. Reinmuth                                            |
| (1743) Schmidt        | 4109 P-L               | 24 de setembre del 1960 | C. J. van Houten, I. van Houten-Groeneveld, T. Gehrels |
| (1744) Harriet        | 6557 P-L               | 24 de setembre del 1960 | C. J. van Houten, I. van Houten-Groeneveld, T. Gehrels |
| (1745) Ferguson       | 1941 SY1               | 17 de setembre del 1941 | J. E. Willis                                           |
| (1746) Brouwer        | 1963 RF                | 14 de setembre del 1963 | Universitat d'Indiana                                  |
| (1747) Wright         | 1947 NH                | 14 de juliol del 1947   | C. A. Wirtanen                                         |
| (1748) Mauderli       | 1966 RA                | 7 de setembre del 1966  | P. Wild                                                |
| (1749) Telamon        | 1949 SB                | 23 de setembre del 1949 | K. Reinmuth                                            |
| (1750) Eckert         | 1950 NA1               | 15 de juliol del 1950   | K. Reinmuth                                            |
| (1751) Herget         | 1955 OC                | 27 de juliol del 1955   | Universitat d'Indiana                                  |
| (1752) van Herk       | 1930 OK                | 22 de juliol del 1930   | H. van Gent                                            |
| (1753) Mieke          | 1934 JM                | 10 de maig del 1934     | H. van Gent                                            |
| (1754) Cunningham     | 1935 FE                | 29 de març del 1935     | E. Delporte                                            |
| (1755) Lorbach        | 1936 VD                | 8 de novembre del 1936  | M. Laugier                                             |
| (1756) Giacobini      | 1937 YA                | 24 de desembre del 1937 | A. Patry                                               |
| (1757) Porvoo         | 1939 FC                | 17 de març del 1939     | Y. Väisälä                                             |
| (1758) Naantali       | 1942 DK                | 18 de febrer del 1942   | L. Oterma                                              |
| (1759) Kienle         | 1942 RF                | 11 de setembre del 1942 | K. Reinmuth                                            |
| (1760) Sandra         | 1950 GB                | 10 d'abril del 1950     | E. L. Johnson                                          |
| (1761) Edmondson      | 1952 FN                | 30 de març del 1952     | Universitat d'Indiana                                  |
| (1762) Russell        | 1953 TZ                | 8 d'octubre del 1953    | Universitat d'Indiana                                  |
| (1763) Williams       | 1953 TN2               | 13 d'octubre del 1953   | Universitat d'Indiana                                  |
| (1764) Cogshall       | 1953 VM1               | 7 de novembre del 1953  | Universitat d'Indiana                                  |
| (1765) Wrubel         | 1957 XB                | 15 de desembre del 1957 | Universitat d'Indiana                                  |
| (1766) Slipher        | 1962 RF                | 7 de setembre del 1962  | Universitat d'Indiana                                  |
| (1767) Lampland       | 1962 RJ                | 7 de setembre del 1962  | Universitat d'Indiana                                  |
| (1768) Appenzella     | 1965 SA                | 23 de setembre del 1965 | P. Wild                                                |
| (1769) Carlostorres   | 1966 QP                | 25 d'agost del 1966     | Z. Pereyra                                             |
| (1770) Schlesinger    | 1967 JR                | 10 de maig del 1967     | C. U. Cesco, A. R. Klemola                             |
| (1771) Makover        | 1968 BD                | 24 de gener del 1968    | L. I. Chernykh                                         |
| (1772) Gagarin        | 1968 CB                | 6 de febrer del 1968    | L. I. Chernykh                                         |
| (1773) Rumpelstilz    | 1968 HE                | 17 d'abril del 1968     | P. Wild                                                |
| (1774) Kulikov        | 1968 UG1               | 22 d'octubre del 1968   | T. M. Smirnova                                         |
| (1775) Zimmerwald     | 1969 JA                | 13 de maig del 1969     | P. Wild                                                |
| (1776) Kuiper         | 2520 P-L               | 24 de setembre del 1960 | C. J. van Houten, I. van Houten-Groeneveld, T. Gehrels |
| (1777) Gehrels        | 4007 P-L               | 24 de setembre del 1960 | C. J. van Houten, I. van Houten-Groeneveld, T. Gehrels |
| (1778) Alfvén         | 4506 P-L               | 26 de setembre del 1960 | C. J. van Houten, I. van Houten-Groeneveld, T. Gehrels |
| (1779) Paraná         | 1950 LZ                | 15 de juny del 1950     | M. Itzigsohn                                           |
| (1780) Kippes         | A906 RA                | 12 de setembre del 1906 | A. Kopff                                               |
| (1781) Van Biesbroeck | A906 UB                | 17 d'octubre del 1906   | A. Kopff                                               |
| (1782) Schneller      | 1931 TL1               | 6 d'octubre del 1931    | K. Reinmuth                                            |
| (1783) Albitskij      | 1935 FJ                | 24 de març del 1935     | G. N. Neujmin                                          |
| (1784) Benguella      | 1935 MG                | 30 de juny del 1935     | C. Jackson                                             |
| (1785) Wurm           | 1941 CD                | 15 de febrer del 1941   | K. Reinmuth                                            |
| (1786) Raahe          | 1948 TL                | 9 d'octubre del 1948    | H. Alikoski                                            |
| (1787) Chiny          | 1950 SK                | 19 de setembre del 1950 | S. J. Arend                                            |
| (1788) Kiess          | 1952 OZ                | 25 de juliol del 1952   | Universitat d'Indiana                                  |
| (1789) Dobrovolsky    | 1966 QC                | 19 d'agost del 1966     | L. I. Chernykh                                         |
| (1790) Volkov         | 1967 ER                | 9 de març del 1967      | L. I. Chernykh                                         |
| (1791) Patsayev       | 1967 RE                | 4 de setembre del 1967  | T. M. Smirnova                                         |
| (1792) Reni           | 1968 BG                | 24 de gener del 1968    | L. I. Chernykh                                         |
| (1793) Zoya           | 1968 DW                | 28 de febrer del 1968   | T. M. Smirnova                                         |
| (1794) Finsen         | 1970 GA                | 7 d'abril del 1970      | J. A. Bruwer                                           |
| (1795) Woltjer        | 4010 P-L               | 24 de setembre del 1960 | C. J. van Houten, I. van Houten-Groeneveld, T. Gehrels |
| (1796) Riga           | 1966 KB                | 16 de maig del 1966     | N. S. Txernikh                                         |
| (1797) Schaumasse     | 1936 VH                | 15 de novembre del 1936 | A. Patry                                               |
| (1798) Watts          | 1949 GC                | 4 d'abril del 1949      | Universitat d'Indiana                                  |
| (1799) Koussevitzky   | 1950 OE                | 25 de juliol del 1950   | Universitat d'Indiana                                  |
| (1800) Aguilar        | 1950 RJ                | 12 de setembre del 1950 | M. Itzigsohn                                           |

## 1801–1900
| Nom                  | Designació provisional | Data de descobriment    | Descobridor/s                                          |
| -------------------- | ---------------------- | ----------------------- | ------------------------------------------------------ |
| (1801) Titicaca      | 1952 SP1               | 23 de setembre del 1952 | M. Itzigsohn                                           |
| (1802) Zhang Heng    | 1964 TW1               | 9 d'octubre del 1964    | Purple Mountain Observatory                            |
| (1803) Zwicky        | 1967 CA                | 6 de febrer del 1967    | P. Wild                                                |
| (1804) Chebotarev    | 1967 GG                | 6 d'abril del 1967      | T. M. Smirnova                                         |
| (1805) Dirikis       | 1970 GD                | 1 d'abril del 1970      | L. I. Chernykh                                         |
| (1806) Derice        | 1971 LC                | 13 de juny del 1971     | Perth Observatory                                      |
| (1807) Slovakia      | 1971 QA                | 20 d'agost del 1971     | M. Antal                                               |
| (1808) Bellerophon   | 2517 P-L               | 24 de setembre del 1960 | C. J. van Houten, I. van Houten-Groeneveld, T. Gehrels |
| (1809) Prometheus    | 2522 P-L               | 24 de setembre del 1960 | C. J. van Houten, I. van Houten-Groeneveld, T. Gehrels |
| (1810) Epimetheus    | 4196 P-L               | 24 de setembre del 1960 | C. J. van Houten, I. van Houten-Groeneveld, T. Gehrels |
| (1811) Bruwer        | 4576 P-L               | 24 de setembre del 1960 | C. J. van Houten, I. van Houten-Groeneveld, T. Gehrels |
| (1812) Gilgamesh     | 4645 P-L               | 24 de setembre del 1960 | C. J. van Houten, I. van Houten-Groeneveld, T. Gehrels |
| (1813) Imhotep       | 7589 P-L               | 17 d'octubre del 1960   | C. J. van Houten, I. van Houten-Groeneveld, T. Gehrels |
| (1814) Bach          | 1931 TW1               | 9 d'octubre del 1931    | K. Reinmuth                                            |
| (1815) Beethoven     | 1932 CE1               | 27 de gener del 1932    | K. Reinmuth                                            |
| (1816) Liberia       | 1936 BD                | 29 de gener del 1936    | C. Jackson                                             |
| (1817) Katanga       | 1939 MB                | 20 de juny del 1939     | C. Jackson                                             |
| (1818) Brahms        | 1939 PE                | 15 d'agost del 1939     | K. Reinmuth                                            |
| (1819) Laputa        | 1948 PC                | 9 d'agost del 1948      | E. L. Johnson                                          |
| (1820) Lohmann       | 1949 PO                | 2 d'agost del 1949      | K. Reinmuth                                            |
| (1821) Aconcagua     | 1950 MB                | 24 de juny del 1950     | M. Itzigsohn                                           |
| (1822) Waterman      | 1950 OO                | 25 de juliol del 1950   | Universitat d'Indiana                                  |
| (1823) Gliese        | 1951 RD                | 4 de setembre del 1951  | K. Reinmuth                                            |
| (1824) Haworth       | 1952 FM                | 30 de març del 1952     | Universitat d'Indiana                                  |
| (1825) Klare         | 1954 QH                | 31 d'agost del 1954     | K. Reinmuth                                            |
| (1826) Miller        | 1955 RC1               | 14 de setembre del 1955 | Universitat d'Indiana                                  |
| (1827) Atkinson      | 1962 RK                | 7 de setembre del 1962  | Universitat d'Indiana                                  |
| (1828) Kashirina     | 1966 PH                | 14 d'agost del 1966     | L. I. Chernykh                                         |
| (1829) Dawson        | 1967 JJ                | 6 de maig del 1967      | C. U. Cesco, A. R. Klemola                             |
| (1830) Pogson        | 1968 HA                | 17 d'abril del 1968     | P. Wild                                                |
| (1831) Nicholson     | 1968 HC                | 17 d'abril del 1968     | P. Wild                                                |
| (1832) Mrkos         | 1969 PC                | 11 d'agost del 1969     | L. I. Chernykh                                         |
| (1833) Shmakova      | 1969 PN                | 11 d'agost del 1969     | L. I. Chernykh                                         |
| (1834) Palach        | 1969 QP                | 22 d'agost del 1969     | L. Kohoutek                                            |
| (1835) Gajdariya     | 1970 OE                | 30 de juliol del 1970   | T. M. Smirnova                                         |
| (1836) Komarov       | 1971 OT                | 26 de juliol del 1971   | N. S. Txernikh                                         |
| (1837) Osita         | 1971 QZ1               | 16 d'agost del 1971     | J. Gibson                                              |
| (1838) Ursa          | 1971 UC                | 20 d'octubre del 1971   | P. Wild                                                |
| (1839) Ragazza       | 1971 UF                | 20 d'octubre del 1971   | P. Wild                                                |
| (1840) Hus           | 1971 UY                | 26 d'octubre del 1971   | L. Kohoutek                                            |
| (1841) Masaryk       | 1971 UO1               | 26 d'octubre del 1971   | L. Kohoutek                                            |
| (1842) Hynek         | 1972 AA                | 14 de gener del 1972    | L. Kohoutek                                            |
| (1843) Jarmila       | 1972 AB                | 14 de gener del 1972    | L. Kohoutek                                            |
| (1844) Susilva       | 1972 UB                | 30 d'octubre del 1972   | P. Wild                                                |
| (1845) Helewalda     | 1972 UC                | 30 d'octubre del 1972   | P. Wild                                                |
| (1846) Bengt         | 6553 P-L               | 24 de setembre del 1960 | C. J. van Houten, I. van Houten-Groeneveld, T. Gehrels |
| (1847) Stobbe        | A916 CA                | 1 de febrer del 1916    | H. Thiele                                              |
| (1848) Delvaux       | 1933 QD                | 18 d'agost del 1933     | E. Delporte                                            |
| (1849) Kresák        | 1942 AB                | 14 de gener del 1942    | K. Reinmuth                                            |
| (1850) Kohoutek      | 1942 EN                | 23 de març del 1942     | K. Reinmuth                                            |
| (1851) Lacroute      | 1950 VA                | 9 de novembre del 1950  | L. Boyer                                               |
| (1852) Carpenter     | 1955 GA                | 1 d'abril del 1955      | Universitat d'Indiana                                  |
| (1853) McElroy       | 1957 XE                | 15 de desembre del 1957 | Universitat d'Indiana                                  |
| (1854) Skvortsov     | 1968 UE1               | 22 d'octubre del 1968   | T. M. Smirnova                                         |
| (1855) Korolev       | 1969 TU1               | 8 d'octubre del 1969    | L. I. Chernykh                                         |
| (1856) Růžena        | 1969 TW1               | 8 d'octubre del 1969    | L. I. Chernykh                                         |
| (1857) Parchomenko   | 1971 QS1               | 30 d'agost del 1971     | T. M. Smirnova                                         |
| (1858) Lobachevskij  | 1972 QL                | 18 d'agost del 1972     | L. V. Zhuravleva                                       |
| (1859) Kovalevskaya  | 1972 RS2               | 4 de setembre del 1972  | L. V. Zhuravleva                                       |
| (1860) Barbarossa    | 1973 SK                | 28 de setembre del 1973 | P. Wild                                                |
| (1861) Komenský      | 1970 WB                | 24 de novembre del 1970 | L. Kohoutek                                            |
| (1862) Apol·lo       | 1932 HA                | 24 d'abril del 1932     | K. Reinmuth                                            |
| (1863) Antinous      | 1948 EA                | 7 de març del 1948      | C. A. Wirtanen                                         |
| (1864) Daedalus      | 1971 FA                | 24 de març del 1971     | T. Gehrels                                             |
| (1865) Cerberus      | 1971 UA                | 26 d'octubre del 1971   | L. Kohoutek                                            |
| (1866) Sisyphus      | 1972 XA                | 5 de desembre del 1972  | P. Wild                                                |
| (1867) Deiphobus     | 1971 EA                | 3 de març del 1971      | C. U. Cesco                                            |
| (1868) Thersites     | 2008 P-L               | 24 de setembre del 1960 | C. J. van Houten, I. van Houten-Groeneveld, T. Gehrels |
| (1869) Philoctetes   | 4596 P-L               | 24 de setembre del 1960 | C. J. van Houten, I. van Houten-Groeneveld, T. Gehrels |
| (1870) Glaukos       | 1971 FE                | 24 de març del 1971     | C. J. van Houten, I. van Houten-Groeneveld, T. Gehrels |
| (1871) Astyanax      | 1971 FF                | 24 de març del 1971     | C. J. van Houten, I. van Houten-Groeneveld, T. Gehrels |
| (1872) Helenos       | 1971 FG                | 24 de març del 1971     | C. J. van Houten, I. van Houten-Groeneveld, T. Gehrels |
| (1873) Agenor        | 1971 FH                | 25 de març del 1971     | C. J. van Houten, I. van Houten-Groeneveld, T. Gehrels |
| (1874) Kacivelia     | A924 RC                | 5 de setembre del 1924  | S. Beljavskij                                          |
| (1875) Neruda        | 1969 QQ                | 22 d'agost del 1969     | L. Kohoutek                                            |
| (1876) Napolitania   | 1970 BA                | 31 de gener del 1970    | C. T. Kowal                                            |
| (1877) Marsden       | 1971 FC                | 24 de març del 1971     | T. Gehrels                                             |
| (1878) Hughes        | 1933 QC                | 18 d'agost del 1933     | E. Delporte                                            |
| (1879) Broederstroom | 1935 UN                | 16 d'octubre del 1935   | H. van Gent                                            |
| (1880) McCrosky      | 1940 AN                | 13 de gener del 1940    | K. Reinmuth                                            |
| (1881) Shao          | 1940 PC                | 3 d'agost del 1940      | K. Reinmuth                                            |
| (1882) Rauma         | 1941 UJ                | 15 d'octubre del 1941   | L. Oterma                                              |
| (1883) Rimito        | 1942 XA                | 4 de desembre del 1942  | Y. Väisälä                                             |
| (1884) Skip          | 1943 EB1               | 2 de març del 1943      | M. Laugier                                             |
| (1885) Herero        | 1948 PJ                | 9 d'agost del 1948      | E. L. Johnson                                          |
| (1886) Lowell        | 1949 MP                | 21 de juny del 1949     | H. L. Giclas                                           |
| (1887) Virton        | 1950 TD                | 5 d'octubre del 1950    | S. J. Arend                                            |
| (1888) Zu Chong-Zhi  | 1964 VO1               | 9 de novembre del 1964  | Purple Mountain Observatory                            |
| (1889) Pakhmutova    | 1968 BE                | 24 de gener del 1968    | L. I. Chernykh                                         |
| (1890) Konoshenkova  | 1968 CD                | 6 de febrer del 1968    | L. I. Chernykh                                         |
| (1891) Gondola       | 1969 RA                | 11 de setembre del 1969 | P. Wild                                                |
| (1892) Lucienne      | 1971 SD                | 16 de setembre del 1971 | P. Wild                                                |
| (1893) Jakoba        | 1971 UD                | 20 d'octubre del 1971   | P. Wild                                                |
| (1894) Haffner       | 1971 UH                | 26 d'octubre del 1971   | L. Kohoutek                                            |
| (1895) Larink        | 1971 UZ                | 26 d'octubre del 1971   | L. Kohoutek                                            |
| (1896) Beer          | 1971 UC1               | 26 d'octubre del 1971   | L. Kohoutek                                            |
| (1897) Hind          | 1971 UE1               | 26 d'octubre del 1971   | L. Kohoutek                                            |
| (1898) Cowell        | 1971 UF1               | 26 d'octubre del 1971   | L. Kohoutek                                            |
| (1899) Crommelin     | 1971 UR1               | 26 d'octubre del 1971   | L. Kohoutek                                            |
| (1900) Katyusha      | 1971 YB                | 16 de desembre del 1971 | T. M. Smirnova                                         |

## 1901–2000
| Nom                     | Designació provisional | Data de descobriment    | Descobridor/s                                          |
| ----------------------- | ---------------------- | ----------------------- | ------------------------------------------------------ |
| (1901) Moravia          | 1972 AD                | 14 de gener del 1972    | L. Kohoutek                                            |
| (1902) Shaposhnikov     | 1972 HU                | 18 d'abril del 1972     | T. M. Smirnova                                         |
| (1903) Adzhimushkaj     | 1972 JL                | 9 de maig del 1972      | T. M. Smirnova                                         |
| (1904) Massevitch       | 1972 JM                | 9 de maig del 1972      | T. M. Smirnova                                         |
| (1905) Ambartsumian     | 1972 JZ                | 14 de maig del 1972     | T. M. Smirnova                                         |
| (1906) Naef             | 1972 RC                | 5 de setembre del 1972  | P. Wild                                                |
| (1907) Rudneva          | 1972 RC2               | 11 de setembre del 1972 | N. S. Txernikh                                         |
| (1908) Pobeda           | 1972 RL2               | 11 de setembre del 1972 | N. S. Chernykh                                         |
| (1909) Alekhin          | 1972 RW2               | 4 de setembre del 1972  | L. V. Zhuravleva                                       |
| (1910) Mikhailov        | 1972 TZ1               | 8 d'octubre del 1972    | L. V. Zhuravleva                                       |
| (1911) Schubart         | 1973 UD                | 25 d'octubre del 1973   | P. Wild                                                |
| (1912) Anubis           | 6534 P-L               | 24 de setembre del 1960 | C. J. van Houten, I. van Houten-Groeneveld, T. Gehrels |
| (1913) Sekanina         | 1928 SF                | 22 de setembre del 1928 | K. Reinmuth                                            |
| (1914) Hartbeespoortdam | 1930 SB1               | 28 de setembre del 1930 | H. van Gent                                            |
| (1915) Quetzálcoatl     | 1953 EA                | 9 de març del 1953      | A. G. Wilson                                           |
| (1916) Boreas           | 1953 RA                | 1 de setembre del 1953  | S. J. Arend                                            |
| (1917) Cuyo             | 1968 AA                | 1 de gener del 1968     | C. U. Cesco, A. G. Samuel                              |
| (1918) Aiguillon        | 1968 UA                | 19 d'octubre del 1968   | G. Soulié                                              |
| (1919) Clemence         | 1971 SA                | 16 de setembre del 1971 | J. Gibson, C. U. Cesco                                 |
| (1920) Sarmiento        | 1971 VO                | 11 de novembre del 1971 | J. Gibson, C. U. Cesco                                 |
| (1921) Pala             | 1973 SE                | 20 de setembre del 1973 | T. Gehrels                                             |
| (1922) Zulu             | 1949 HC                | 25 d'abril del 1949     | E. L. Johnson                                          |
| (1923) Osiris           | 4011 P-L               | 24 de setembre del 1960 | C. J. van Houten, I. van Houten-Groeneveld, T. Gehrels |
| (1924) Horus            | 4023 P-L               | 24 de setembre del 1960 | C. J. van Houten, I. van Houten-Groeneveld, T. Gehrels |
| (1925) Franklin-Adams   | 1934 RY                | 9 de setembre del 1934  | H. van Gent                                            |
| (1926) Demiddelaer      | 1935 JA                | 2 de maig del 1935      | E. Delporte                                            |
| (1927) Suvanto          | 1936 FP                | 18 de març del 1936     | R. Suvanto                                             |
| (1928) Summa            | 1938 SO                | 21 de setembre del 1938 | Y. Väisälä                                             |
| (1929) Kollaa           | 1939 BS                | 20 de gener del 1939    | Y. Väisälä                                             |
| (1930) Lucifer          | 1964 UA                | 29 d'octubre del 1964   | E. Roemer                                              |
| (1931) Čapek            | 1969 QB                | 22 d'agost del 1969     | L. Kohoutek                                            |
| (1932) Jansky           | 1971 UB1               | 26 d'octubre del 1971   | L. Kohoutek                                            |
| (1933) Tinchen          | 1972 AC                | 14 de gener del 1972    | L. Kohoutek                                            |
| (1934) Jeffers          | 1972 XB                | 2 de desembre del 1972  | A. R. Klemola                                          |
| (1935) Lucerna          | 1973 RB                | 2 de setembre del 1973  | P. Wild                                                |
| (1936) Lugano           | 1973 WD                | 24 de novembre del 1973 | P. Wild                                                |
| (1937) Locarno          | 1973 YA                | 19 de desembre del 1973 | P. Wild                                                |
| (1938) Lausanna         | 1974 HC                | 19 d'abril del 1974     | P. Wild                                                |
| (1939) Loretta          | 1974 UC                | 17 d'octubre del 1974   | C. T. Kowal                                            |
| (1940) Whipple          | 1975 CA                | 2 de febrer del 1975    | Harvard Observatory                                    |
| (1941) Wild             | 1931 TN1               | 6 d'octubre del 1931    | K. Reinmuth                                            |
| (1942) Jablunka         | 1972 SA                | 30 de setembre del 1972 | L. Kohoutek                                            |
| (1943) Anteros          | 1973 EC                | 13 de març del 1973     | J. Gibson                                              |
| (1944) Günter           | 1925 RA                | 14 de setembre del 1925 | K. Reinmuth                                            |
| (1945) Wesselink        | 1930 OL                | 22 de juliol del 1930   | H. van Gent                                            |
| (1946) Walraven         | 1931 PH                | 8 d'agost del 1931      | H. van Gent                                            |
| (1947) Iso-Heikkilä     | 1935 EA                | 4 de març del 1935      | Y. Väisälä                                             |
| (1948) Kampala          | 1935 GL                | 3 d'abril del 1935      | C. Jackson                                             |
| (1949) Messina          | 1936 NE                | 8 de juliol del 1936    | C. Jackson                                             |
| (1950) Wempe            | 1942 EO                | 23 de març del 1942     | K. Reinmuth                                            |
| (1951) Lick             | 1949 OA                | 26 de juliol del 1949   | C. A. Wirtanen                                         |
| (1952) Hesburgh         | 1951 JC                | 3 de maig del 1951      | Universitat d'Indiana                                  |
| (1953) Rupertwildt      | 1951 UK                | 29 d'octubre del 1951   | Universitat d'Indiana                                  |
| (1954) Kukarkin         | 1952 PH                | 15 d'agost del 1952     | P. F. Shajn                                            |
| (1955) McMath           | 1963 SR                | 22 de setembre del 1963 | Universitat d'Indiana                                  |
| (1956) Artek            | 1969 TX1               | 8 d'octubre del 1969    | L. I. Chernykh                                         |
| (1957) Angara           | 1970 GF                | 1 d'abril del 1970      | L. I. Chernykh                                         |
| (1958) Chandra          | 1970 SB                | 24 de setembre del 1970 | C. U. Cesco                                            |
| (1959) Karbyshev        | 1972 NB                | 14 de juliol del 1972   | L. V. Zhuravleva                                       |
| (1960) Guisan           | 1973 UA                | 25 d'octubre del 1973   | P. Wild                                                |
| (1961) Dufour           | 1973 WA                | 19 de novembre del 1973 | P. Wild                                                |
| (1962) Dunant           | 1973 WE                | 24 de novembre del 1973 | P. Wild                                                |
| (1963) Bezovec          | 1975 CB                | 9 de febrer del 1975    | L. Kohoutek                                            |
| (1964) Luyten           | 2007 P-L               | 24 de setembre del 1960 | C. J. van Houten, I. van Houten-Groeneveld, T. Gehrels |
| (1965) van de Kamp      | 2521 P-L               | 24 de setembre del 1960 | C. J. van Houten, I. van Houten-Groeneveld, T. Gehrels |
| (1966) Tristan          | 2552 P-L               | 24 de setembre del 1960 | C. J. van Houten, I. van Houten-Groeneveld, T. Gehrels |
| (1967) Menzel           | A905 VC                | 1 de novembre del 1905  | M. F. Wolf                                             |
| (1968) Mehltretter      | 1932 BK                | 29 de gener del 1932    | K. Reinmuth                                            |
| (1969) Alain            | 1935 CG                | 3 de febrer del 1935    | S. J. Arend                                            |
| (1970) Sumeria          | 1954 ER                | 12 de març del 1954     | M. Itzigsohn                                           |
| (1971) Hagihara         | 1955 RD1               | 14 de setembre del 1955 | Universitat d'Indiana                                  |
| (1972) Yi Xing          | 1964 VQ1               | 9 de novembre del 1964  | Purple Mountain Observatory                            |
| (1973) Colocolo         | 1968 OA                | 18 de juliol del 1968   | C. Torres, S. Cofre                                    |
| (1974) Caupolican       | 1968 OE                | 18 de juliol del 1968   | C. Torres, S. Cofre                                    |
| (1975) Pikelner         | 1969 PH                | 11 d'agost del 1969     | L. I. Chernykh                                         |
| (1976) Kaverin          | 1970 GC                | 1 d'abril del 1970      | L. I. Chernykh                                         |
| (1977) Shura            | 1970 QY                | 30 d'agost del 1970     | T. M. Smirnova                                         |
| (1978) Patrice          | 1971 LD                | 13 de juny del 1971     | Perth Observatory                                      |
| (1979) Sakharov         | 2006 P-L               | 24 de setembre del 1960 | C. J. van Houten, I. van Houten-Groeneveld, T. Gehrels |
| (1980) Tezcatlipoca     | 1950 LA                | 19 de juny del 1950     | A. G. Wilson, Å. A. E. Wallenquist                     |
| (1981) Midas            | 1973 EA                | 6 de març del 1973      | C. T. Kowal                                            |
| (1982) Cline            | 1975 VA                | 4 de novembre del 1975  | E. F. Helin                                            |
| (1983) Bok              | 1975 LB                | 9 de juny del 1975      | E. Roemer                                              |
| (1984) Fedynskij        | 1926 TN                | 10 d'octubre del 1926   | S. Beljavskij                                          |
| (1985) Hopmann          | 1929 AE                | 13 de gener del 1929    | K. Reinmuth                                            |
| (1986) Plaut            | 1935 SV1               | 28 de setembre del 1935 | H. van Gent                                            |
| (1987) Kaplan           | 1952 RH                | 11 de setembre del 1952 | P. F. Shajn                                            |
| (1988) Delores          | 1952 SV                | 28 de setembre del 1952 | Universitat d'Indiana                                  |
| (1989) Tatry            | 1955 FG                | 20 de març del 1955     | A. Paroubek                                            |
| (1990) Pilcher          | 1956 EE                | 9 de març del 1956      | K. Reinmuth                                            |
| (1991) Darwin           | 1967 JL                | 6 de maig del 1967      | C. U. Cesco, A. R. Klemola                             |
| (1992) Galvarino        | 1968 OD                | 18 de juliol del 1968   | C. Torres, S. Cofre                                    |
| (1993) Guacolda         | 1968 OH1               | 25 de juliol del 1968   | G. A. Plyugin, Yu. A. Belyaev                          |
| (1994) Shane            | 1961 TE                | 4 d'octubre del 1961    | Universitat d'Indiana                                  |
| (1995) Hajek            | 1971 UP1               | 26 d'octubre del 1971   | L. Kohoutek                                            |
| (1996) Adams            | 1961 UA                | 16 d'octubre del 1961   | Universitat d'Indiana                                  |
| (1997) Leverrier        | 1963 RC                | 14 de setembre del 1963 | Universitat d'Indiana                                  |
| (1998) Titius           | 1938 DX1               | 24 de febrer del 1938   | A. Bohrmann                                            |
| (1999) Hirayama         | 1973 DR                | 27 de febrer del 1973   | L. Kohoutek                                            |
| (2000) Herschel         | 1960 OA                | 29 de juliol del 1960   | J. Schubart                                            |